# Voiture à moteur d'avion
Les voitures à moteur d'avion sont des voitures (prototypes ou de série) routières, de compétition, ou de records de vitesse terrestre, propulsées par moteur d'avion (moteur à explosion, turbine à gaz, turboréacteur ou moteur-fusée supersonique).

## Histoire
Alors que la pratique de montage de moteurs d'avion dans des voitures est antérieure à la Première Guerre mondiale de quelques années, elle était la plus populaire dans l'entre-deux-guerres lorsque les surplus militaires de moteurs d'avions étaient facilement disponibles et utilisés pour l'alimentation de nombreuses voitures de course de haute performance. Initialement alimentées par des moteurs d'avion à pistons, un certain nombre de voitures à turbine furent propulsées, après la Seconde Guerre mondiale, par des turbines à gaz et des moteurs à réaction. Les voitures à moteurs à pistons, turbines et réacteurs ont toutes établi des records du monde de vitesse. Il y a eu aussi quelques applications automobiles de moteurs d'aéronefs, y compris dans des véhicules de production tels que la Tucker '48 et certains prototypes telles que les General Motors Firebird I à IV, General Motors Astro III, Fiat Turbina, Ghia Gilda Streamline X, Renault Étoile filante, Bluebird-Proteus CN7, Chrysler Turbine... À la fin du 20e siècle et à l'aube du 21e siècle, il y a également un regain d'intérêt pour les voitures de course de collection à moteurs à pistons d'avion.

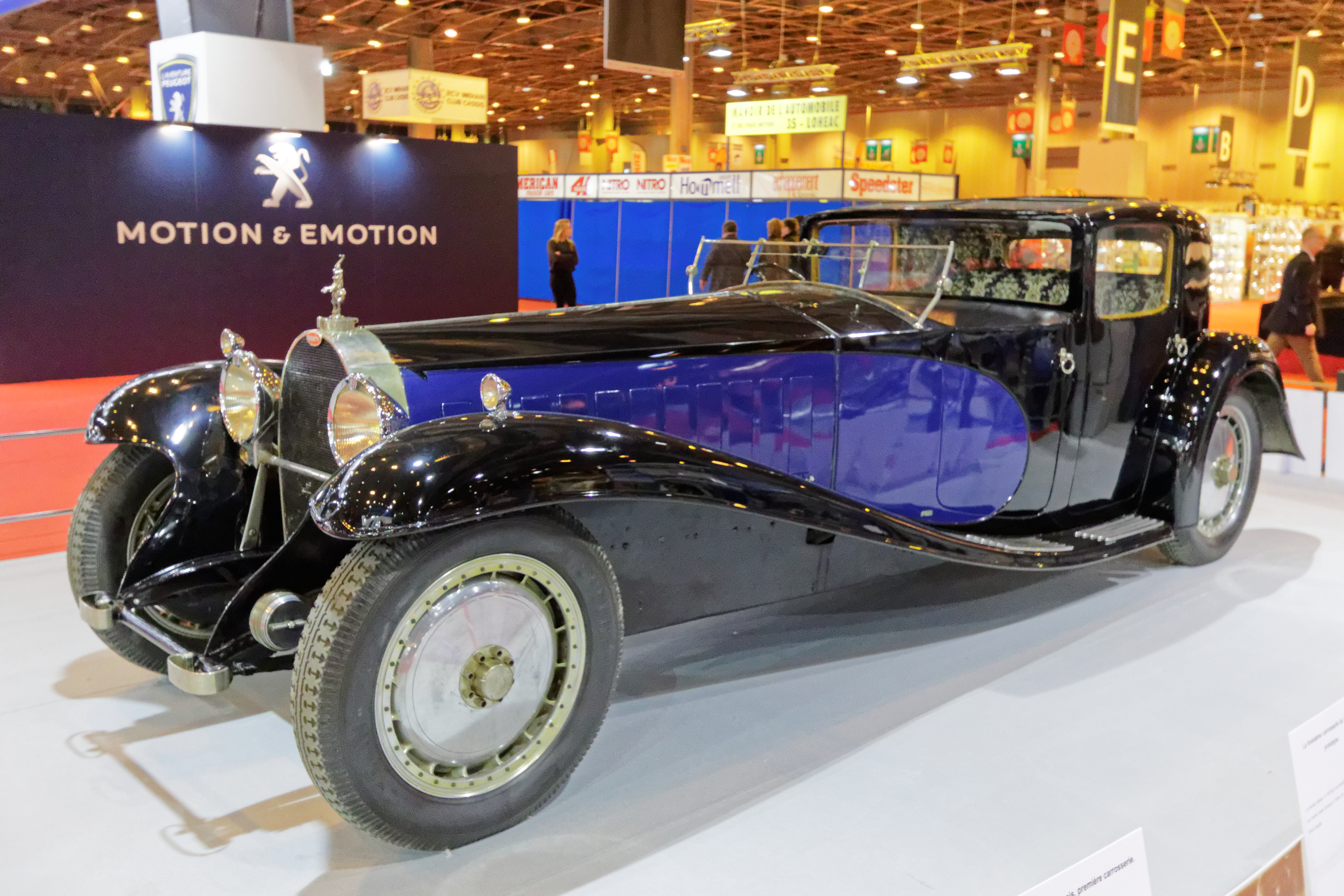
Bugatti Royale Type 41 Coupé Napoléon / Coupé du Patron d'Ettore Bugatti (1926) à moteur 8 cylindres en ligne de 300 ch, décliné des moteurs d'avion King-Bugatti U-16, pour plus de 200 km/h (collection Schlumpf, de la Cité de l'automobile de Mulhouse).

## Arrière-plan
Au début du 20e siècle, les moteurs automobiles étaient assez limités en termes de nombre de tours par minute (tr/min), 3 000 tr/min constituant une limite supérieure. Cela signifiait que la façon la plus simple d'augmenter la puissance de sortie d'un moteur était d'augmenter sa cylindrée. Dans les années 1900 à 1910, la construction de moteurs nécessita de très grandes cylindrées afin d'atteindre les 100 chevaux impériaux (74,569987 kW). En outre, même s'il est difficile d'adapter ce type de gros moteur dans une voiture, cela était tout de même possible, et le fait que la plupart des moteurs d'avions de l'époque étaient refroidis par liquide les rendait très adaptables pour l'automobile.

## Compétition

### Avant la Première Guerre mondiale

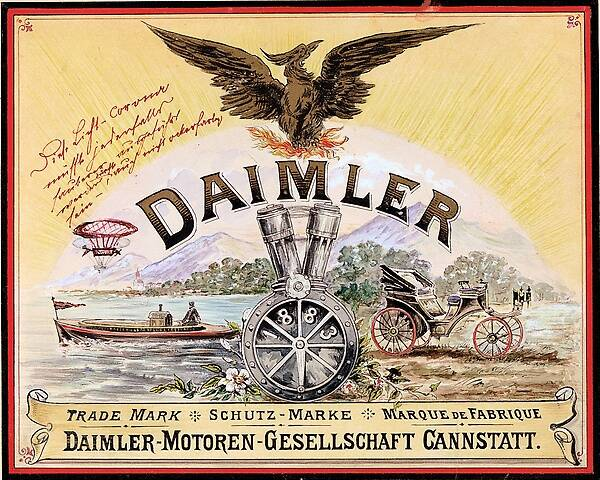
Publicité du premier moteur Daimler Type P de 1887.

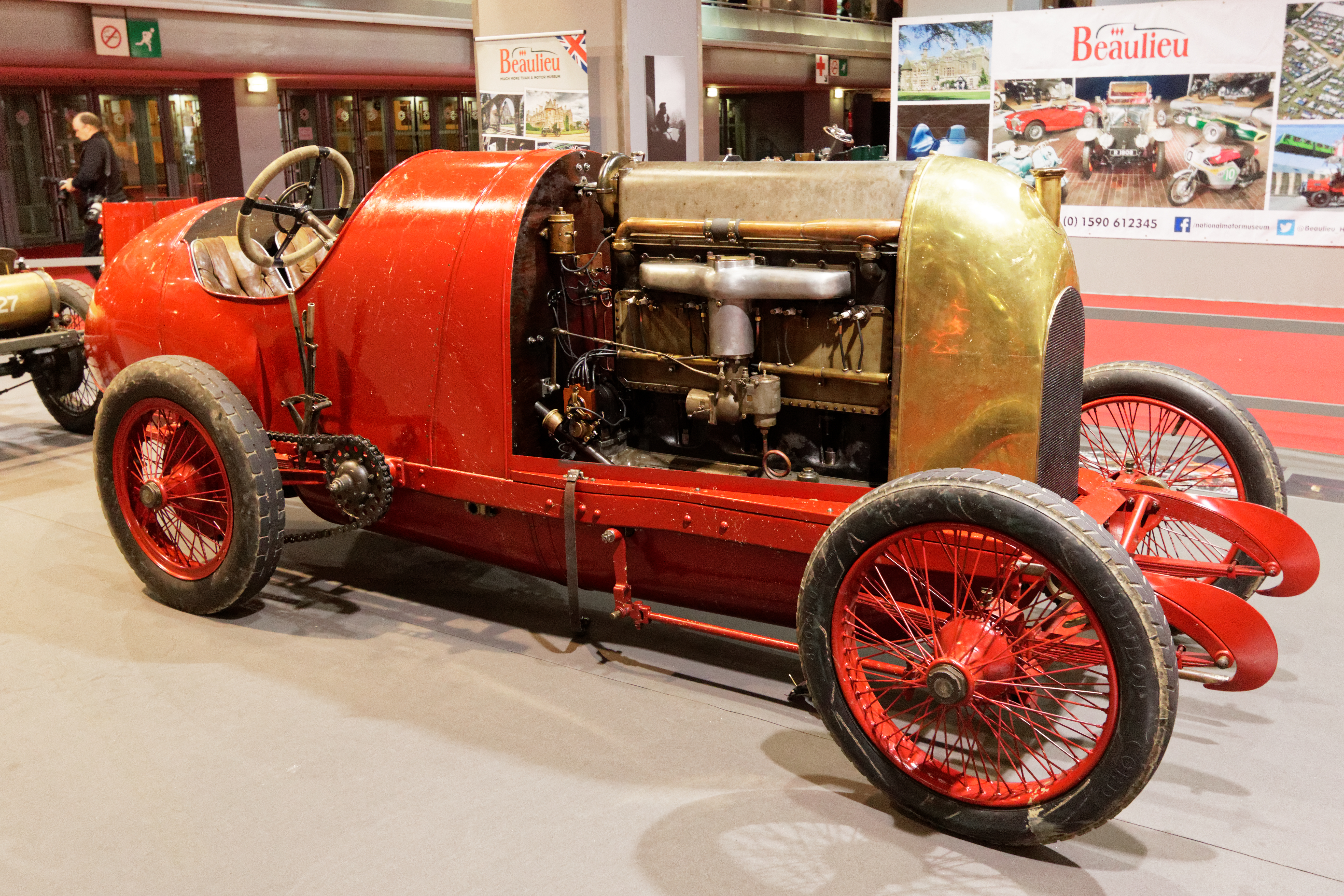
Fiat Tipo S76 Record 4 cylindres en ligne (1911).

Un certain nombre des premiers constructeurs Européens d'automobiles pionniers expérimentèrent l'utilisation de moteurs d'avions, comme Daimler, De Dion-Bouton, Rolls-Royce, Hispano-Suiza, Renault... Daimler est le premier constructeur historique de l'histoire de l'automobile et de l'aviation, à motoriser avec son premier moteur Daimler Type P de 1887, des véhicules prototypes de voiture Daimler Motorkutsche, ballon dirigeable Daimler, moto Daimler Reitwagen, bateau à moteur Daimler Marie... Fiat conçoit sa première voiture à moteur d'avion, la Fiat Tipo S76 en 1910, surnommée « La Bête de Turin ». Le véhicule se composait d'un châssis de production Fiat de 1907-08 couplé à un 4-cylindres Tipo S76DA de dirigeable d'une cylindrée de 28,4 L développant 300 ch (220 kW) à 1 500 tr/min. Daryl Murphy spécule que la voiture fut construite pour battre le record du monde de vitesse sur terre, qui à l'époque s'élevait à 125,95 miles/heure, soit 202,7 km/h après que la Blitzen-Benz l'ait établi sur le circuit anglais de Brooklands en 1909. Alors que la Tipo S76 faisait des tentatives à Brooklands, elle n'y dépassa jamais 140 km/h. Elle retourna ensuite en Europe continentale et, participa à diverses tentatives qui ne purent être homologuées, et disparut finalement au cours de la Première Guerre mondiale.

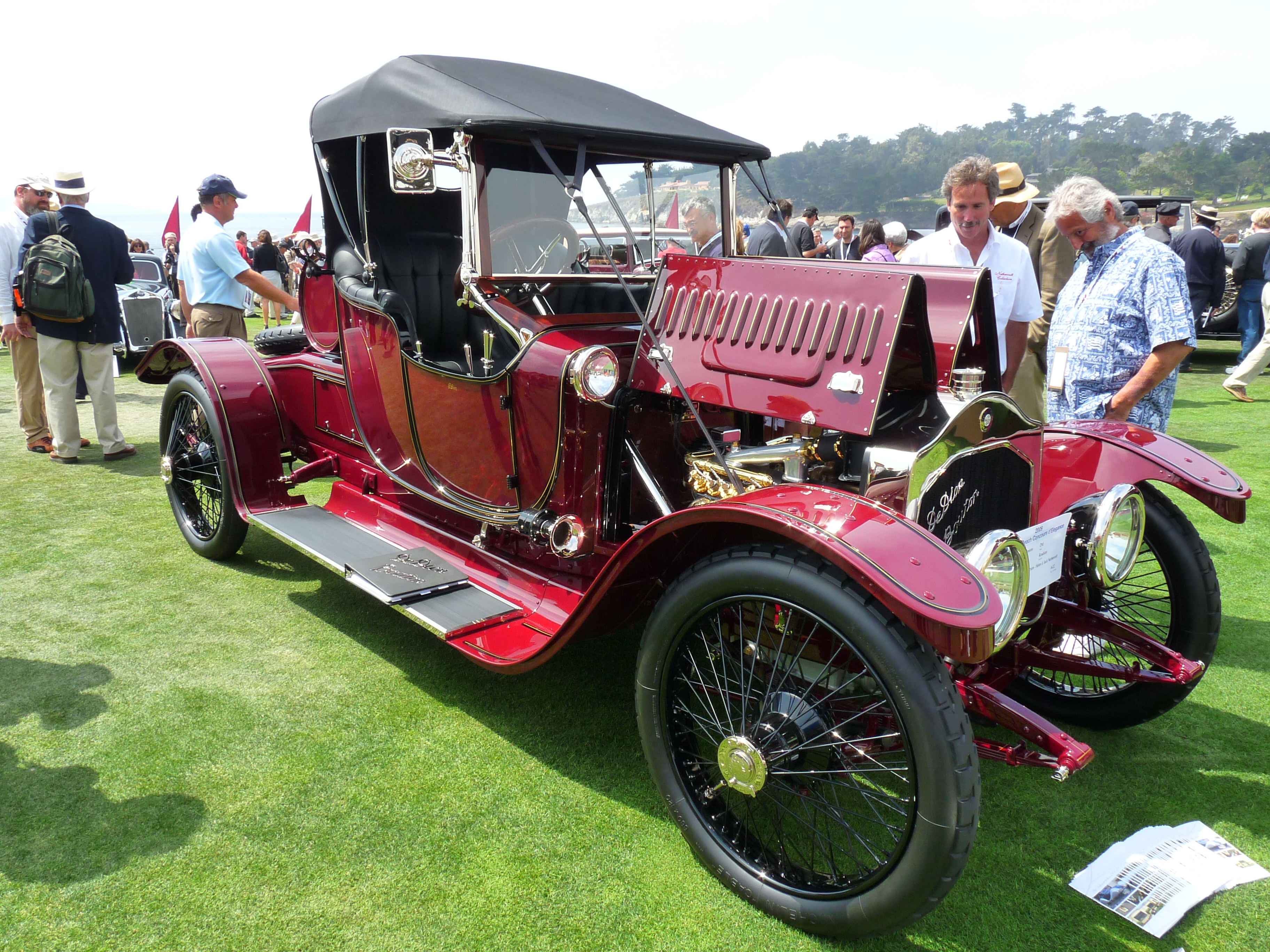
De Dion-Bouton V8 (1912).

De Dion-Bouton motorise ses premiers véhicules et avions à moteur V8 à partir de 1909, avec en particulier sa De Dion-Bouton V8 à moteur d'avion de 1912.

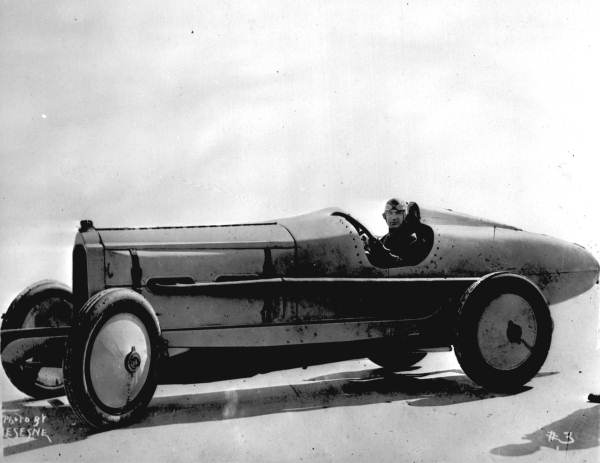
Packard 905 V12 de Ralph DePalma, à Daytona Beach en Floride (1919).

Sunbeam fabrique également des moteurs d'avions avant la Première Guerre mondiale, et sur la suggestion du chef designer Louis Coatalen, il a décidé d'installer l'un de ses moteurs V12 de neuf litres (qui allait plus tard devenir le Sunbeam Mohawk) dans un châssis de voiture de 1913. Surnommé « Toodles », la voiture atteint 184,25 km/h à Brooklands avant d'être expédiée aux États-Unis, où elle fut pilotée par Ralph DePalma. DePalma vendit Toodles à Packard Motor car Company, qui utilisa le moteur de la voiture comme source d'inspiration pour ses Packard Twin Six de sept litres de cylindrée, qui devint le premier moteur 12-cylindres de production en 1916, ainsi qu'un moteur d'avion V12 de 250 ch (186 kW) de 14,8 L, en 1917.
Sunbeam a également développé une seconde voiture à moteur d'avion avant la Première Guerre mondiale, qui commença sa vie comme voiture de course aux 500 miles d'Indianapolis avant que Warwick Wright ne l'équipe d'un moteur V8 de dirigeable Sunbeam Sirdar. La voiture développait 200 ch aux freins (150 kW) à 2 200 tr/min, ce qui lui permit d'atteindre une vitesse de pointe d'environ 160 km/h. En 1923, cette Sunbeam fut mise en vente à 1 000 £.

### Durant l'entre-deux-guerres

#### Les années 1920

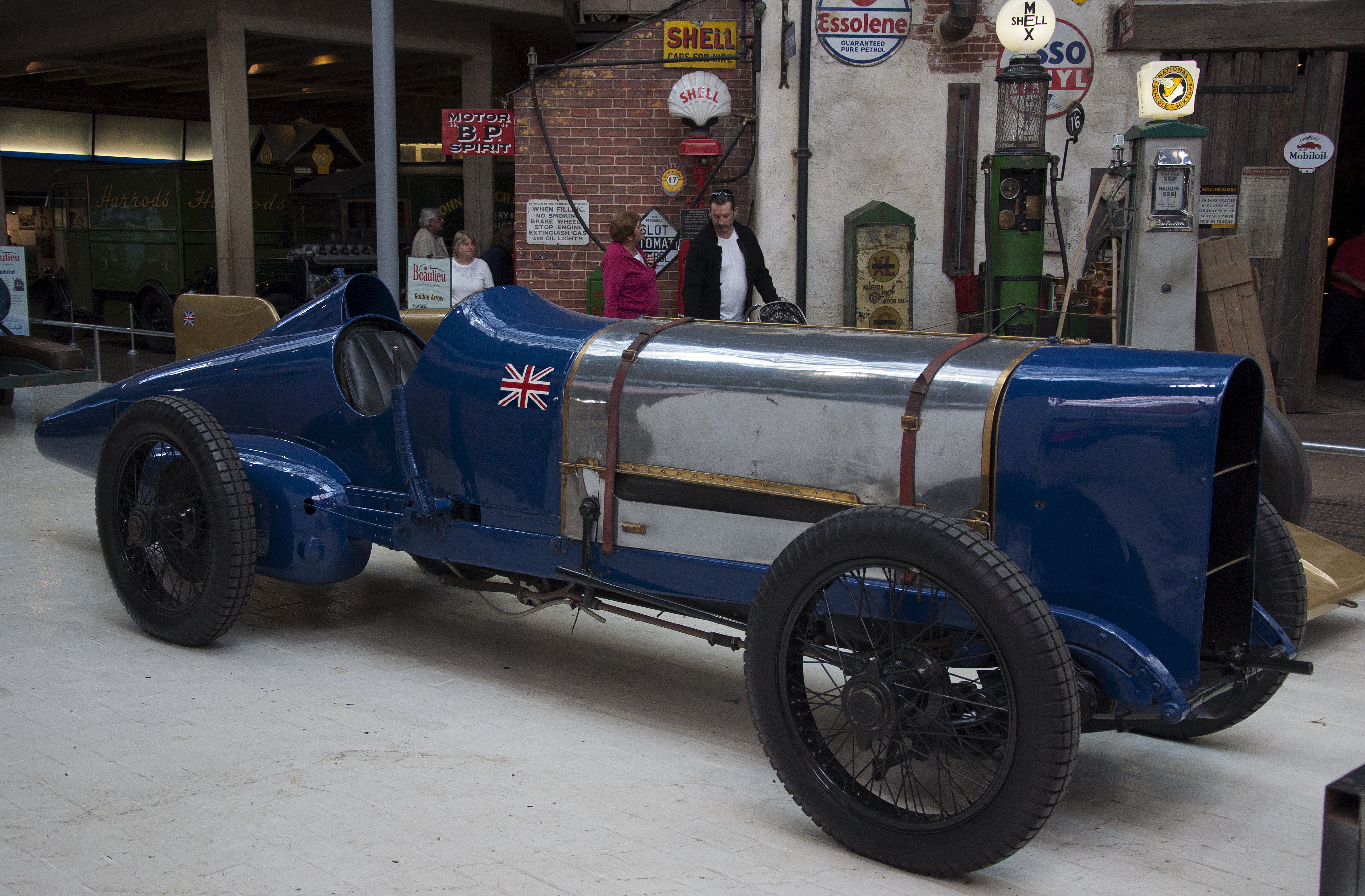
Sunbeam 350HP V12 de 1920, au musée automobile de Beaulieu.

Dans les années 1920, après la fin de la Première Guerre mondiale, l'intérêt et le développement de voitures à moteur d'avion a atteint un nouveau niveau. Coatalen construit une autre voiture de course, la Sunbeam 350HP, qui utilisait un moteur Sunbeam Manitou (en) conçu pour les hydravions du Royal Naval Air Service. Avec une cylindrée de 18,32 L et la capacité de générer 355 ch (265 kW) à 2 100 tr/min, la 350HP atteint une vitesse de pointe de 216 km/h en 1922.

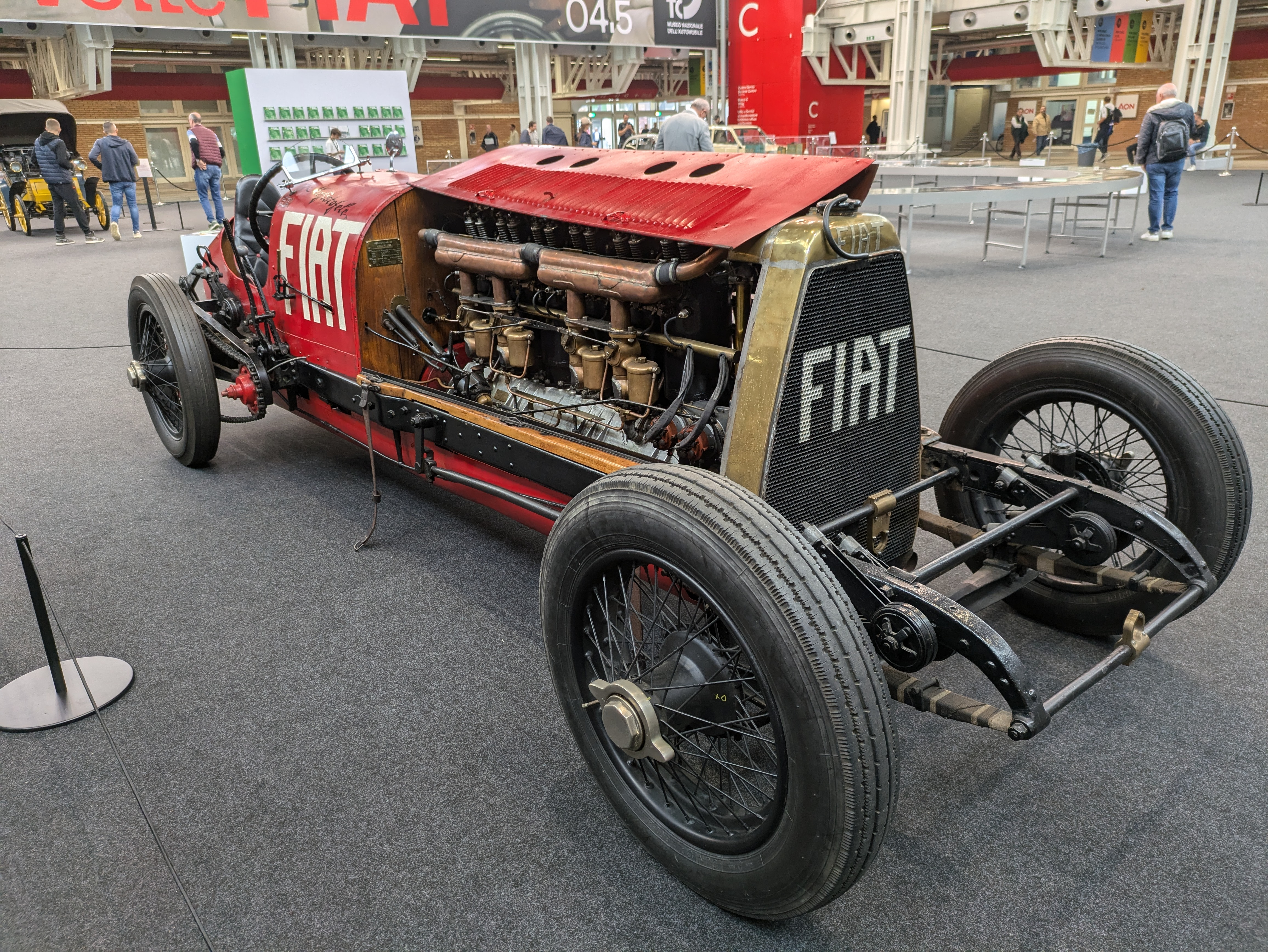
Fiat SB4 « Mefistofele » 6 cylindres en ligne (1923).

En 1923, Ernest Eldridge commence la construction de sa Fiat SB4 « Mefistofele », un châssis Fiat SB4 et un moteur d'avion 6 cylindres en ligne Fiat A. 12 bis de 21,7 L qui produit 320 ch (240 kW) à 1 800 tr/min. Le 12 juillet 1924, Eldridge conduit la voiture et établit un record du monde de vitesse à 234,98 km/h sur les routes publiques à Arpajon, en France, la dernière tentative de record de vitesse terrestre sur la voie publique. Le nom de la voiture lui a été conféré par la presse en raison de l'énorme quantité de bruit et de fumée générée par son moteur,.
Le coureur argentin Adolfo Scandroglio construit sa Fiat Botafogo Special à l'image de la Mefistofele, à l'aide d'un châssis Fiat 1917 et le même moteur Fiat A. 12 de 21,7 L choisi par Eldridge. La voiture, nommée d'après un célèbre cheval de course de l'époque, était capable de produire 320 ch (239 kW) à 1 800 tr/min. En 1949, Scandroglio se tue en pilotant la Botafogo Special, et la voiture était présumée avoir été perdue avant que son moteur ne soit redécouvert dans les années 1990. Après sa redécouverte, la compagnie argentine Pur Sang, connue pour créer des répliques exactes des Alfa Romeo 8C 2300 et Bugatti Type 35, reconstruit la Botafogo Special. En 2011, la nouvelle voiture est achetée à Pur Sang par Jay Leno.
En 1923, la Sunbeam 350HP a été achetée par le pilote britannique Malcolm Campbell, qui a apporté des modifications à la carrosserie et au moteur pour augmenter sa vitesse. Il a également renommé la voiture l'Oiseau Bleu, et le 25 septembre 1924, il établit le record du monde officiel de vitesse sur terre, à 235,22 km/h à Pendine Sands au pays de Galles. L'année suivante, le 21 juillet 1925, Campbell retourne à Pendine, où il devint la première personne à dépasser les 150 miles/heure (240 km/h) en établissant un nouveau record à 150,76 miles, soit 242,63 km/h.

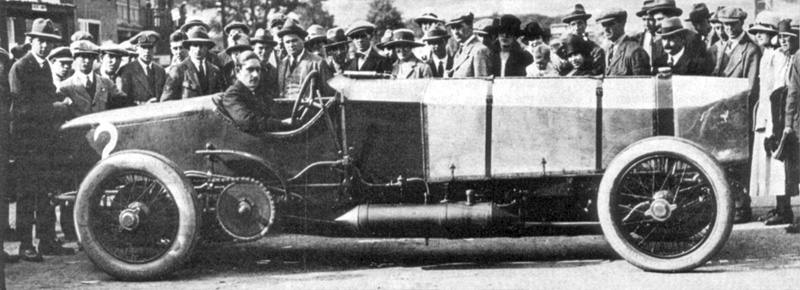
Louis Zborowski avec Chitty Bang Bang 1 6 cylindres, au circuit de Brooklands, vers 1921.

Peut-être la plus connue des aéro-cylindrées de l'entre-deux-guerres fut la série de voitures à entraînement par chaîne de le pilote Louis Zborowski, qui furent chacune connues comme Chitty Bang Bang. Elles ont ensuite atteint la gloire comme homonyme dans le livre pour enfants Chitty-Chitty-Bang-Bang, écrit par Ian Fleming, ainsi que le film de 1968 et la comédie musicale du même nom. Bien que l'origine de ce nom soit inconnue, il pourrait faire référence à une chanson à soldats impudique de la Première Guerre mondiale, ou simplement au bruit des moteurs d'avions qui alimentaient les voitures. La première voiture, Chitty 1, utilisait un châssis Blitzen-Benz d'avant-guerre et un moteur d'avion Maybach six-cylindres de 23 L de cylindrée de bombardier Gotha G.V, avant d'être livré par l'Allemagne comme réparation de guerre. Le moteur produit 300 ch (224 kW) à un niveau relativement modeste de 1 500 tr/min. Chitty 1 atteint le statut de célébrité à Brooklands en 1921, où elle gagna des courses à des vitesses supérieures à 160 km/h. En 1922, Zborowski retourna à Brooklands pour atteindre le record de vitesse de la voiture, 182,58 km/h, bien qu'à l'automne Chitty 1 fut détruite dans un accident de course.
Zborowski commença à travailler sur une deuxième voiture du même nom, Chitty 2, en 1921. Alors qu'il utilisait le même châssis d'un ancien modèle de Mercedes, cette itération de Chitty Bang Bang était propulsée par un moteur 6 cylindres en ligne Benz Bz.IV (en) de 230 ch (170 kW). Chitty 2 se plaça deuxième dans sa seule course à Brooklands, même si elle enregistra une vitesse de plus de 174 km/h. En 1922, Zborowski et sa femme emmènent la voiture dans une longue excursion à travers la France et l'Algérie, à la lisière du Sahara, où un manque d'eau dans le radiateur causa de tels dommages au moteur qu'il fut forcé de retirer la voiture de la course. Zborowski lui-même se tua à Monza dans le Grand Prix d'Italie 1924, et Chitty 2 passa à plusieurs propriétaires (y compris à l'écrivain Arthur Conan Doyle) avant d'être acquise par le Crawford Auto-Aviation Museum (en) de Cleveland.
La troisième voiture de Zborowski, Chitty 3, a également été construite autour d'un châssis Mercedes modifié, cette fois couplé à un moteur d'aéronef Mercedes six-cylindres initialement évalué à 160 ch (120 kW), qui avait été réglé pour développer 180 ch (134 kW). Une fois de plus, cette voiture courut à Brooklands, où elle atteignit une vitesse de pointe de 181,34 km/h.

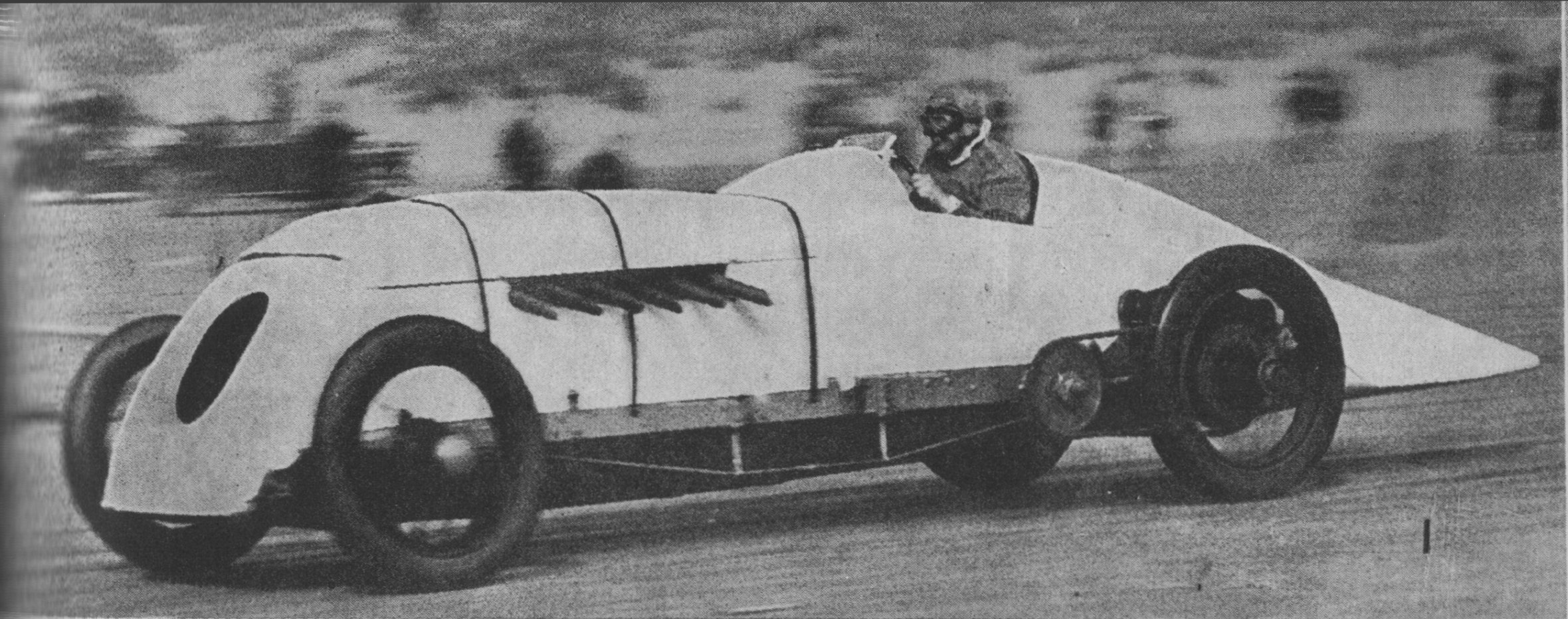
J. G. Parry-Thomas au volant de sa Babs V12 Liberty L-12, à Pendine en 1926.

La quatrième et dernière voiture de Zborowski à moteur d'avion fut la Higham Special, qu'il nomma en référence à son manoir Higham Park (en). Créée en 1924, dans le but de faire une tentative de record de vitesse sur terre, la voiture est alimentée par un moteur V12 Liberty L-12 de la Première Guerre mondiale de 27 L de cylindrée, ce qui en fait la plus grosse cylindrée à avoir jamais couru à Brooklands. Avec ce moteur produisant 450 ch (336 kW), et la boîte de vitesses et la chaîne de la voiture Blitzen Benz d'avant-guerre, la Higham Special atteint une vitesse de 187 km/h avec Zborowski au volant. Après la mort de Zborowski à Monza, l'amateur de courses J. G. Parry-Thomas acheta la voiture à la succession et, après la rationalisation de la carrosserie et la modification du moteur, l'a rebaptisé « Babs ». En 1926, Parry-Thomas a pris la voiture pour retourner à Brooklands, où il a établi un nouveau record du monde avec une vitesse de 208 km/h. Il a ensuite amené Babs à Pendine, où il a atteint 272 km/h sur les sables. Après que Malcolm Campbell reprenne le record à 280 km/h dans son Oiseau Bleu, Parry-Thomas retourna à Pendine en 1927, avec une Babs mieux profilée. Cependant, lors de sa première course, il a été tué dans un accident. L'équipe de Parry-Thomas fit enterrer Babs dans les sables, où elle resta jusqu'à ce que Owen Wyn Owen puisse creuser en 1969 et restaurér la voiture en 1985. En 2013, Babs est exposée au National Waterfront Museum (en) du pays de Galles.

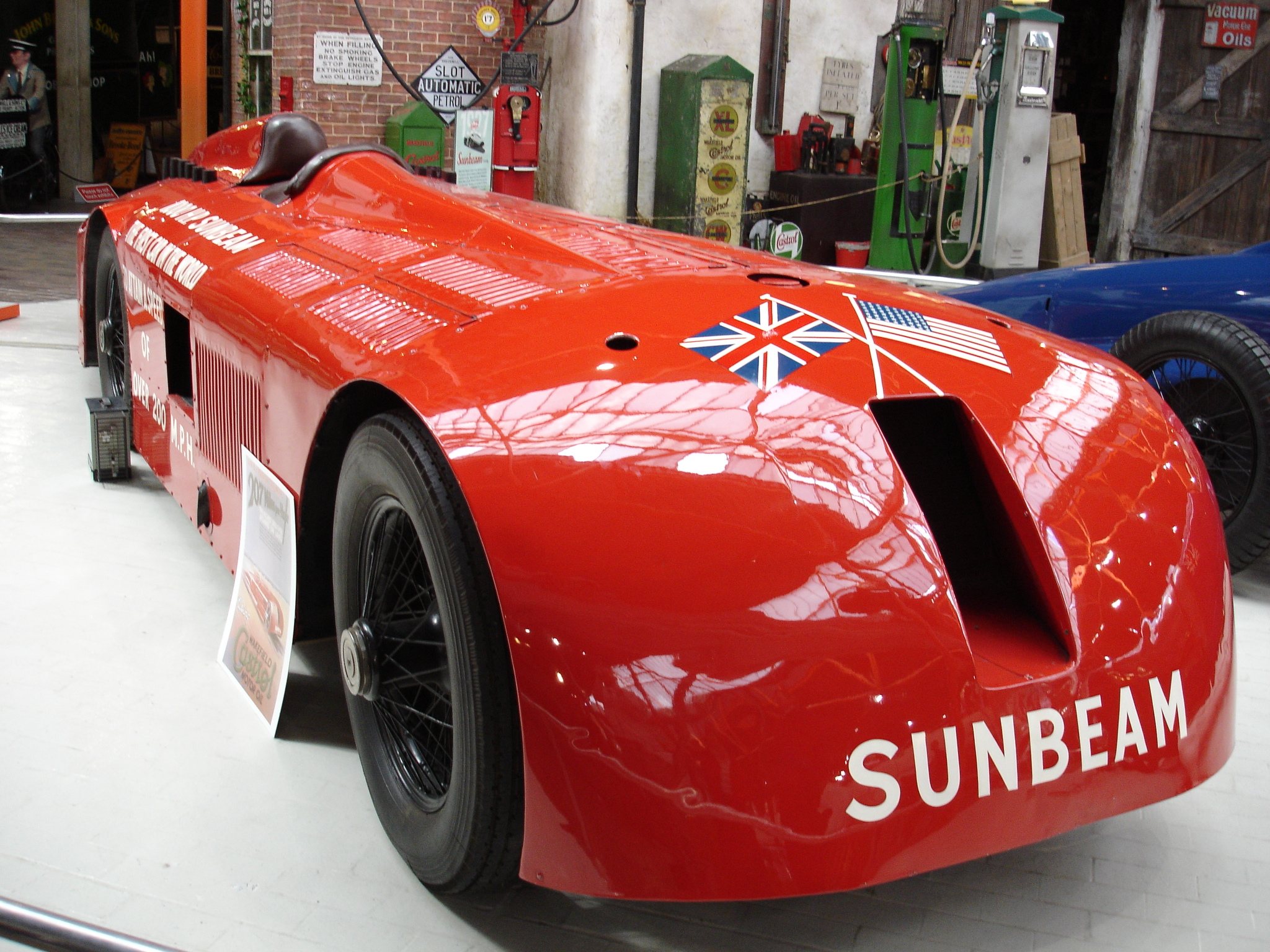
Sunbeam 1000 hp à double moteur V12, au musée automobile de Beaulieu.

En 1927, Henry Segrave porta le record du monde de vitesse de Campbell à 326,66 km/h (202,98 miles/heure) à Daytona Beach en Floride, avec sa Sunbeam 1000 hp alimentée par deux moteurs d'avion V12 Sunbeam Matabele (en). Le nouveau record fait de lui la première personne à dépasser la barre des 200 miles/heure. 

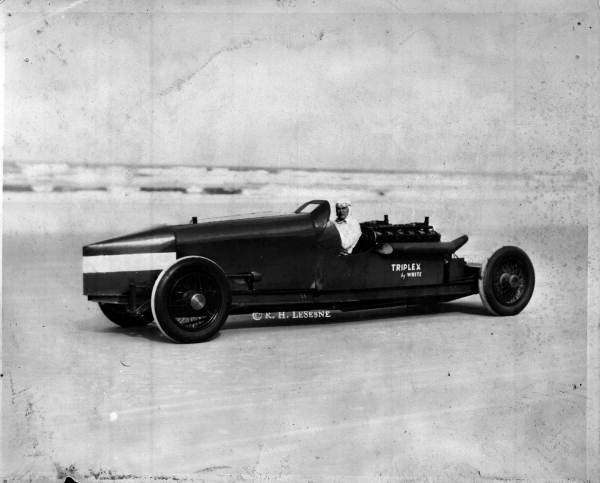
Triplex Special à triple moteur V12 Liberty, à Daytona Beach en Floride (1928).

L'année suivante, Campbell court à Daytona pour reprendre le record avec une vitesse de 206,95 miles/heure (333,05 km/h), pour être éclipsé seulement deux mois plus tard par Ray Keech et sa Triplex Special, alimentée par trois moteurs V12 Liberty. Le 11 mars 1929, Segrave reprit le record du monde une fois de plus à Daytona avec une vitesse de 231,4 miles/heure (372,5 km/h) dans sa Golden Arrow, alimentée par un moteur d'aéronef W12 Napier Lion de 24 L de cylindrée pour 925 ch (690 kW) à 3 300 tr/min. Le lendemain, lors de la tentative de reprendre le record avec le Triplex Spéciale, le pilote inexpérimenté Lee Bible (en), remplaçant Ray Keech au pied levé, perdit la vie dans un accident mortel qui tua également un cadreur.

#### Les années 1930

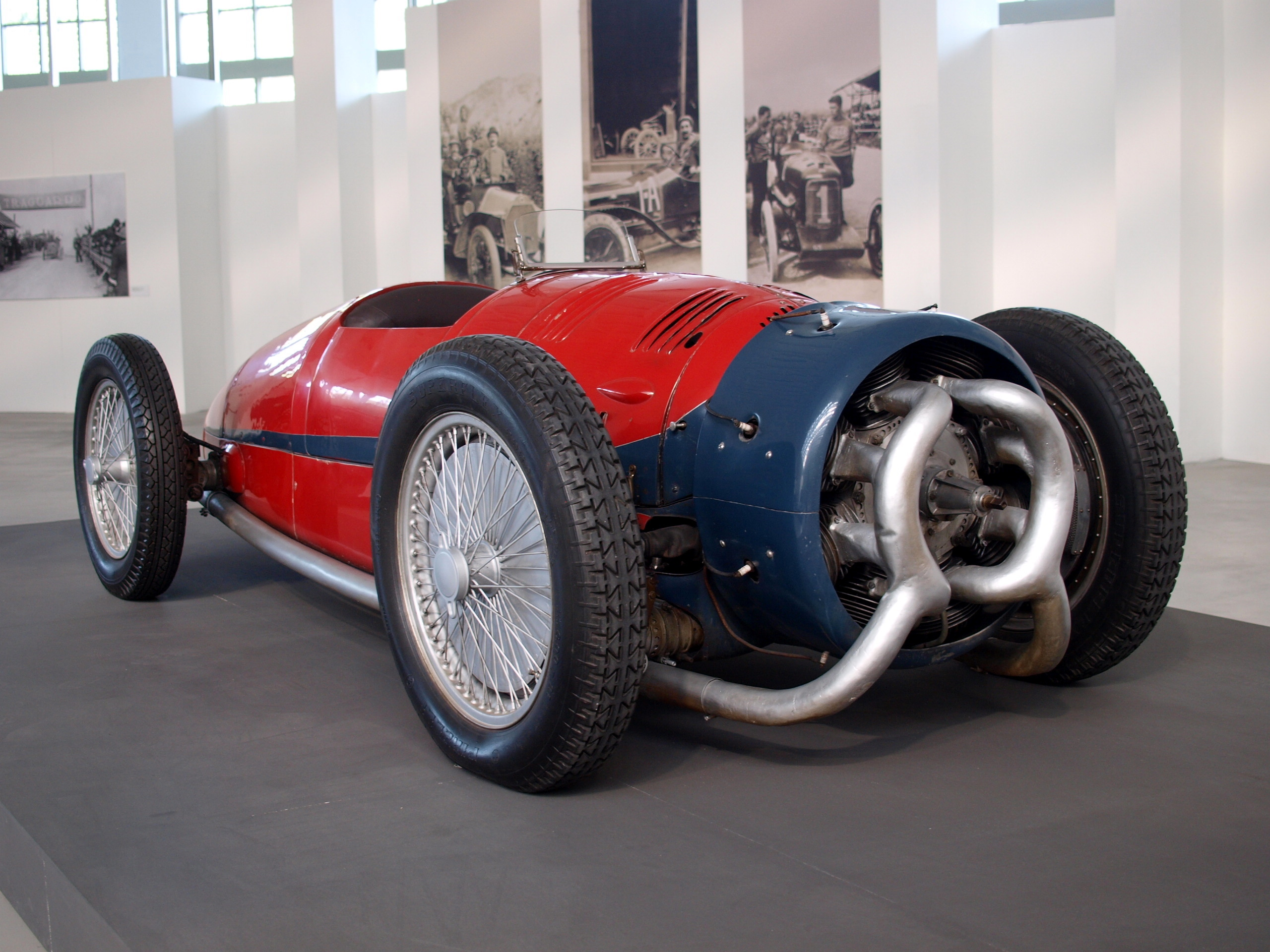
Monaco-Trossi à moteur rotatif 16 cylindres en étoile de 250 ch (1935) au musée de l'Automobile de Turin.

En 1931, Campbell a repris la compétition avec un nouvel Oiseau Bleu, qui était plus lisse et plus bas que son prédécesseur. Équipé d'un moteur Napier-Lion de 1 450 ch (1 080 kW), la voiture a établi un nouveau record de vitesse sur terre avec une course à 246,09 miles/heure soit 396,04 km/h. En 1933, Campbell avait créé un nouvel Oiseau Bleu alimenté par un moteur Rolls-Royce R, célèbre pour avoir aidé l'hydravion Supermarine S.6B à remporter le trophée Schneider. Avec ce moteur, qui produisait 2 500 ch (1 900 kW) avec une cylindrée de 36,7 L, l'Oiseau Bleu atteignit une vitesse supérieure à 272 miles/heure (438 km/h) à Daytona. Cependant, comme la performance continuait d'augmenter, la longueur relativement limitée des plages de Daytona Beach a commencé à empêcher les voitures d'atteindre leurs vraies vitesses de pointe. En septembre 1935, Campbell amena l'Oiseau Bleu en Utah, au Bonneville Salt Flats, où elle dépassa 300 miles/heure, soit 480 km/h.
Ab Jenkins (en), qui, en octobre 1935, avait établi des records de vitesse sur une heure et sur 24 heures dans une Duesenberg SJ d'usine modifiée sur un circuit balisé de 10 miles (16 km) au lac salé de Bonneville,, réalisa qu'il n'était plus possible pour une voiture de production modifiée de rivaliser contre des voitures à aéro-moteurs pour des records de vitesse de longue distance. Jenkins modifia sa SJ spéciale en remplaçant le moteur par un Curtiss Conqueror de 25,73 L de cylindrée. Le moteur spécial Conqueror fut nommé « Mormon Meteor (en) » par un concours organisé par le Deseret News. En 1936, le Mormon Meteor établit le record des 500 km (310 miles) à 264,69 km/h (brisant un record établi par George Eyston), le record des 24 heures à 247,55 km/h et le record des 48 heures à 239,21 km/h. Le Mormon Meteor définit un autre record de 24 heures en 1937, avec une moyenne de 253,1 km/h. Jenkins demanda à August Duesenberg (en) de construire un châssis capable de mieux gérer le poids, la puissance et le couple du moteur Conqueror. Le résultat fut le Mormon Meteor III, qui brisa le record des 12 heures en 1939 et établit un record des 24 heures à 259,63 km/h en 1940.

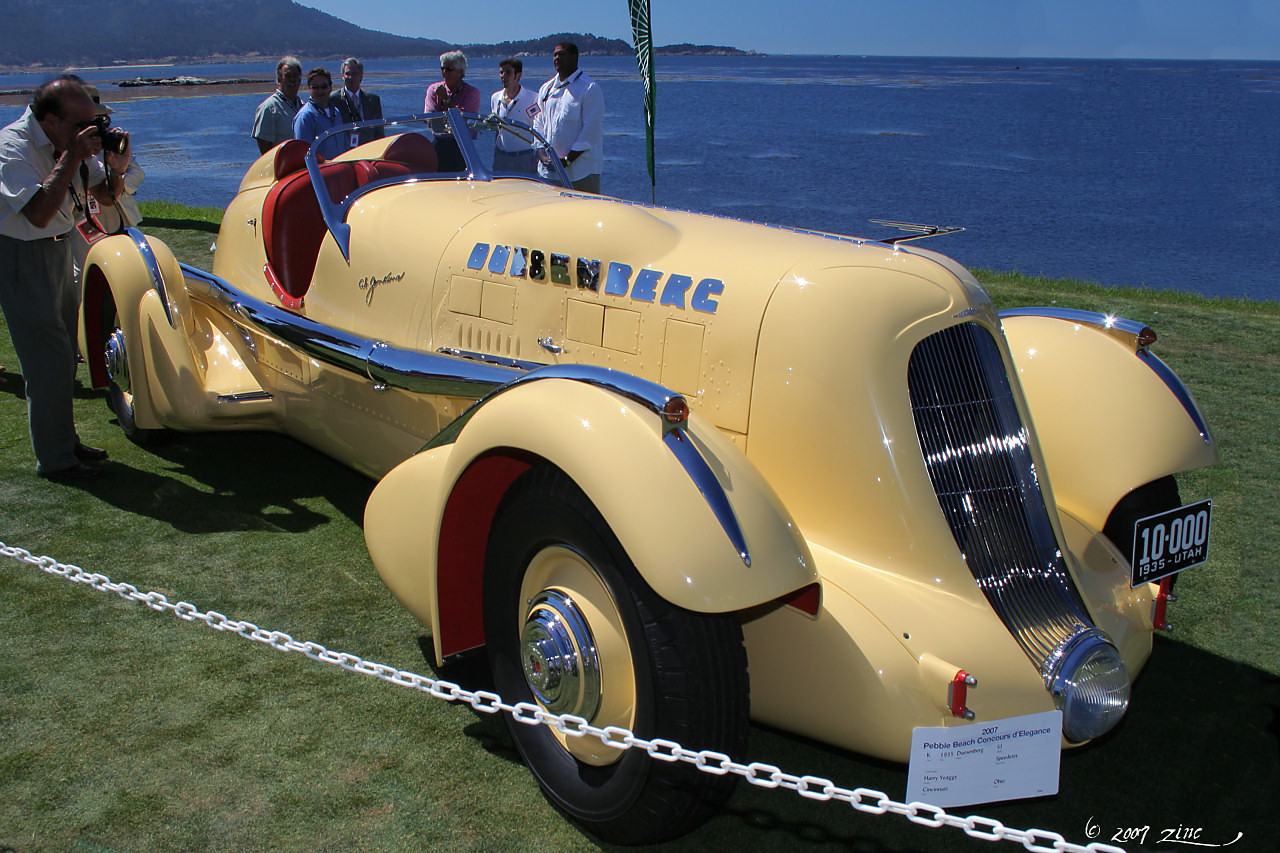
Duesenberg SJ V12 Mormon Meteor de 400 ch (1935) au Pebble Beach Concours d'Elegance de Californie.

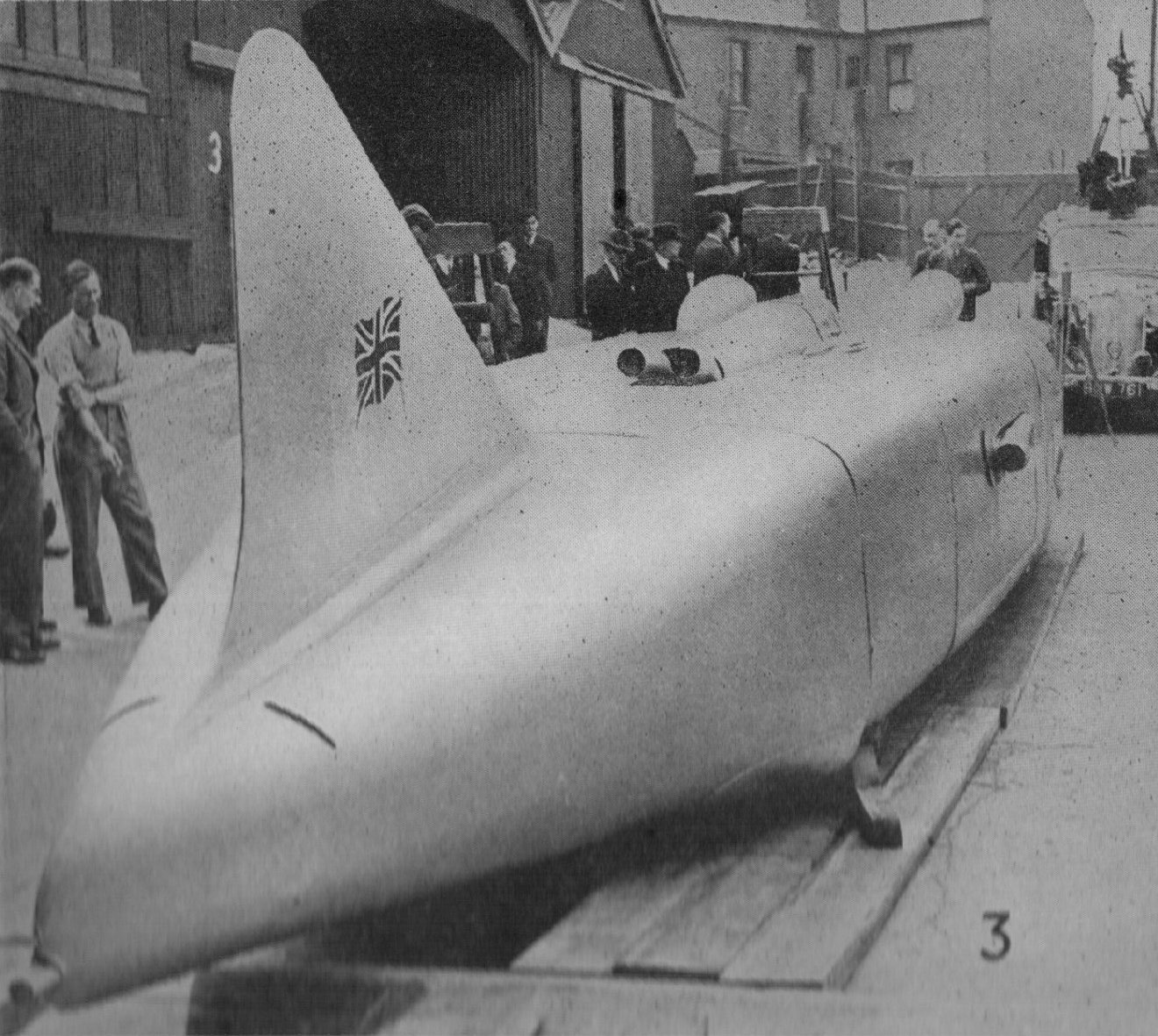
Thunderbolt à double moteur V12 Rolls-Royce R de 2 x 2350 ch (1938).

En 1937, Eyston apporta sa Thunderbolt à Bonneville, où ses deux moteurs Rolls-Royce R établirent un record du monde de vitesse à 502 km/h. Cette année quelque chose comme une rivalité se développa entre Eyston et John Cobb, qui avait déjà couru avec la Napier-Railton de 23,94 L à Brooklands ainsi qu'à Bonneville. En 1937, Cobb avait construit la Railton Special profilée, qui comportait quatre roues motrices et deux moteurs Napier Lion. En l'espace de quelques semaines seulement, Eyston et sa Thunderbolt établirent un nouveau record à 345,5 miles/heure (556 km/h), Cobb et sa Railton Special répondirent avec une course d'un peu plus de 350 miles/heure (560 km/h), avant qu'Eyston ne reprenne le titre avec 575 km/h. L'année suivante, en 1938, Cobb revint à Bonneville et établit un nouveau record du monde à 595 km/h, qui tint jusqu'en 1947, en partie en raison de l'interruption de la concurrence provoquée par le déclenchement de la Seconde Guerre mondiale.

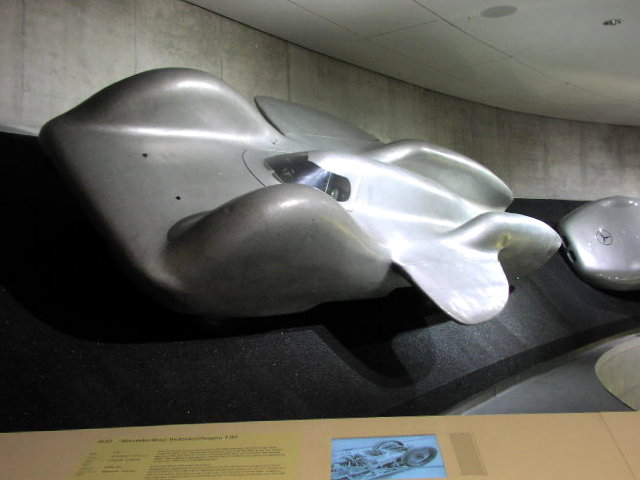
Mercedes-Benz T80 V12 (1939) au musée Mercedes-Benz de Stuttgart.

En 1939, la Mercedes-Benz T80 apparut comme le résultat d'une collaboration de trois ans entre le coureur automobile allemand Hans Stuck, Mercedes-Benz et Adolf Hitler, ce dernier ayant un fort intérêt dans le sport automobile, s'engagea à subventionner la course allemande pour présenter la supériorité technologique son pays sur la scène mondiale. D'un coût incroyable de 600 000 Reichsmarks, la T80 profilée à six roues a été en grande partie conçue et développée par Ferdinand Porsche. La T80 est motorisé par un moteur V12 inversé d'avion Daimler-Benz DB 603, de 44,5 L de cylindrée pour 3 000 ch (2 200 kW), dérivé du Daimler-Benz DB 601 (en) des avions de chasse Messerschmitt Bf 109 de la Luftwaffe,. Le moteur de la T80 utilisait mélange de carburant qui se composait principalement d'alcool méthylique (63%), ainsi que de petits pourcentages de benzène, d'éthanol, d'acétone, de nitrobenzène, d'avgas, et d'éther. Après avoir initialement atteint 550 km/h, la voiture fut constamment améliorée pour atteindre 750 km/h à la fin 1939. Une tentative de record du monde de vitesse prévue pour janvier 1940 sur le segment de dix kilomètres Dessauer Rennstrecke de la Reichsautobahn Berlin-Halle/Leipzig, avec Hans Stuck au volant, fut annulée par le déclenchement de la Seconde Guerre mondiale. Après avoir survécu à la guerre en Carinthie, en Autriche, la T80 a finalement été acquise par le musée Mercedes-Benz de Stuttgart.

### Après la Seconde Guerre mondiale

#### Voitures à moteurs à piston

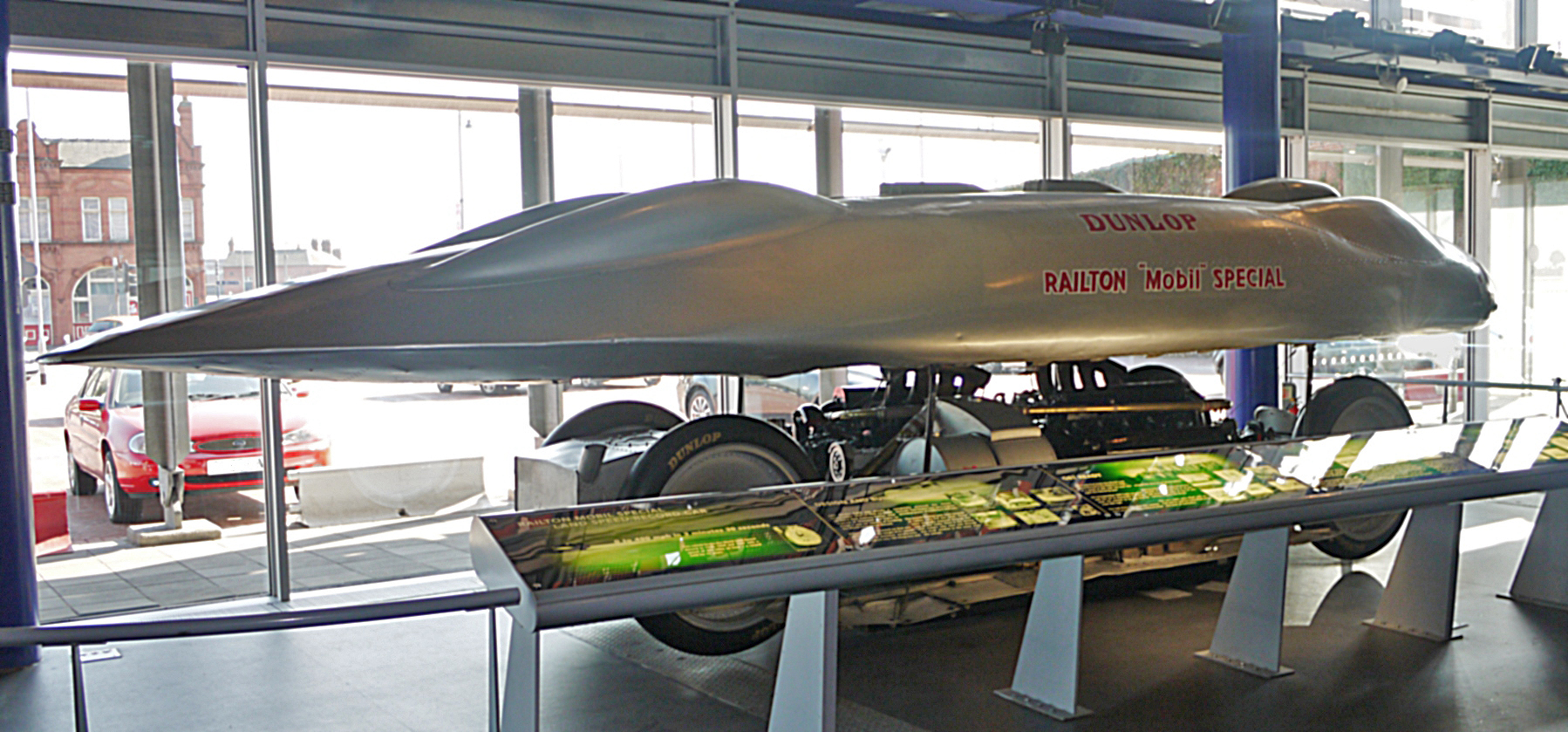
Railton Mobil Special à double moteur W12, au Thinktank, Birmingham Science Museum

John Cobb retourna en Utah en 1947, où il porta son propre record du monde à la vitesse de 394 miles/heure (635 km/h) dans sa Railton Mobil Special reconstruite. Sur l'un des deux trajets requis, Cobb dépassa 400 miles/heure (640 km/h). Le record de Cobb tint seize ans, et fut le dernier record du monde de vitesse terrestre établi par une voiture à moteur à pistons.
En 1951, l'amateur de hot rod et de courses de dragsters Art Arfons a commencé la construction d'une série de voitures de course à moteur aéro, nommée chacune Green Monster (automobile) (en). La première était un châssis de camion Ford de deux tonnes couplé à un moteur V12 Allison V-1710, qui était capable de faire un record de 232 km/h sur 402 m lors d'une course de drag. Arfons a continué à construire douze autres « Monstres Verts » à moteur à piston avant qu'il ne commence à expérimenter des moteurs à réaction.

#### Voitures à turbine

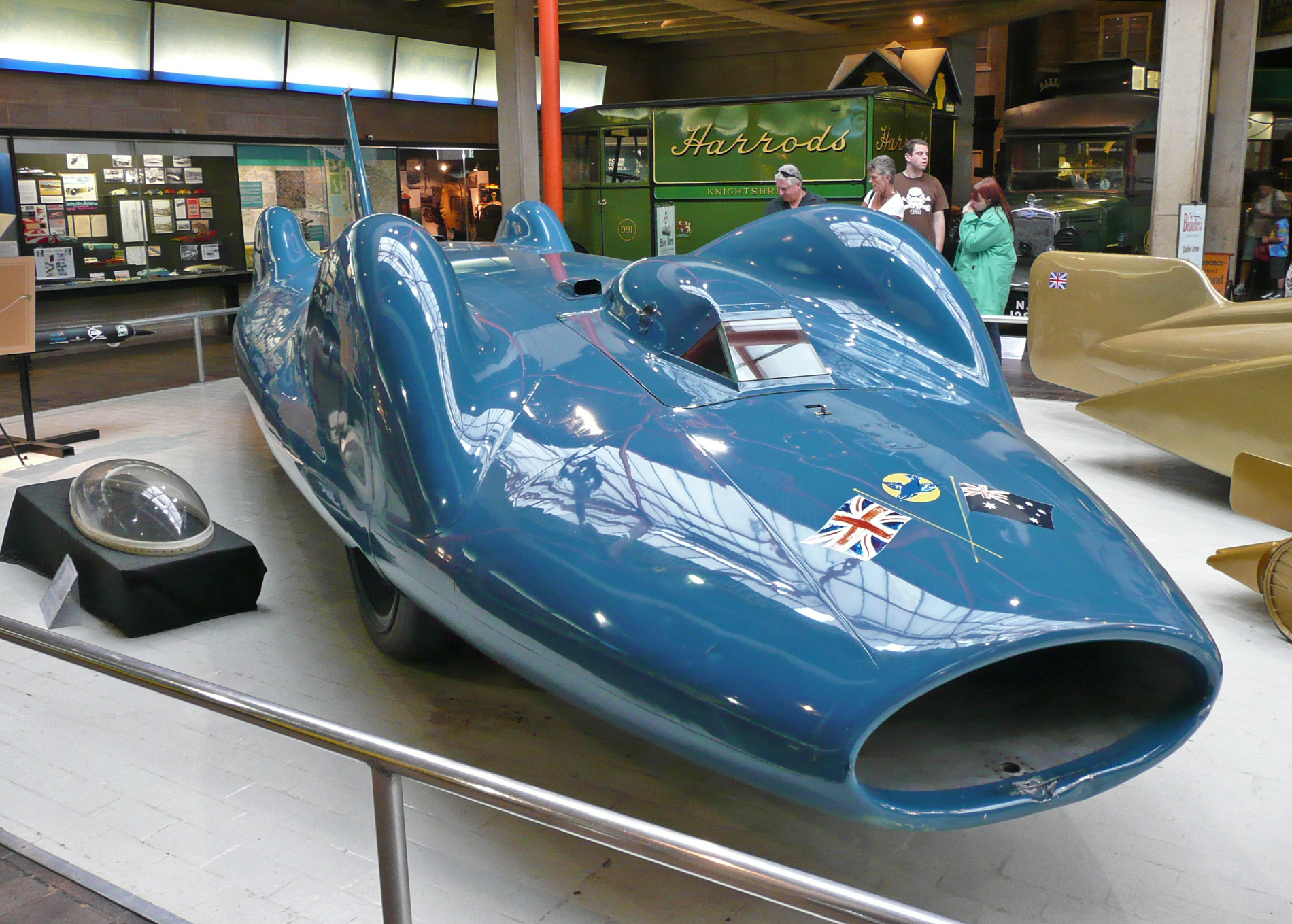
Voiture à turbine Bluebird-Proteus CN7 (1960) au musée automobile de Beaulieu.

Apparue en 1960, la voiture à turbine Bluebird-Proteus CN7 a été construite pour un coût d'un million de livres et est alimentée par un turbomoteur à turbine à gaz Bristol Siddeley Proteus. Le moteur, qui délivrait 4 100 ch (3 100 kW) entraînait les quatre roues,. Après un grave accident à Bonneville, une aile caudale a été ajoutée à la conception originale avant que la Bluebird-Proteus CN7 ne fasse une autre tentative de record du monde au Lac Eyre, en Australie méridionale. Là, le 17 juillet 1964, Donald Campbell pilota la voiture pour établir un nouveau record du monde de vitesse terrestre à 403 miles/h (649 km/h).
Un certain nombre d'autres voitures de course à moteur à turbine furent construites, dont deux conçues pour la compétition mondiale des records de vitesse sur terre : la Pioneer 2M (en) et la Renault Étoile Filante,. D'autres  voitures à turbine ont également couru dans d'autres types de sports motorisés, en monoplace (les Lotus 56 et STP-Paxton Turbocar) et en Sport-prototype (les Howmet TX et Rover-BRM),,,.

#### Voitures à réacteur

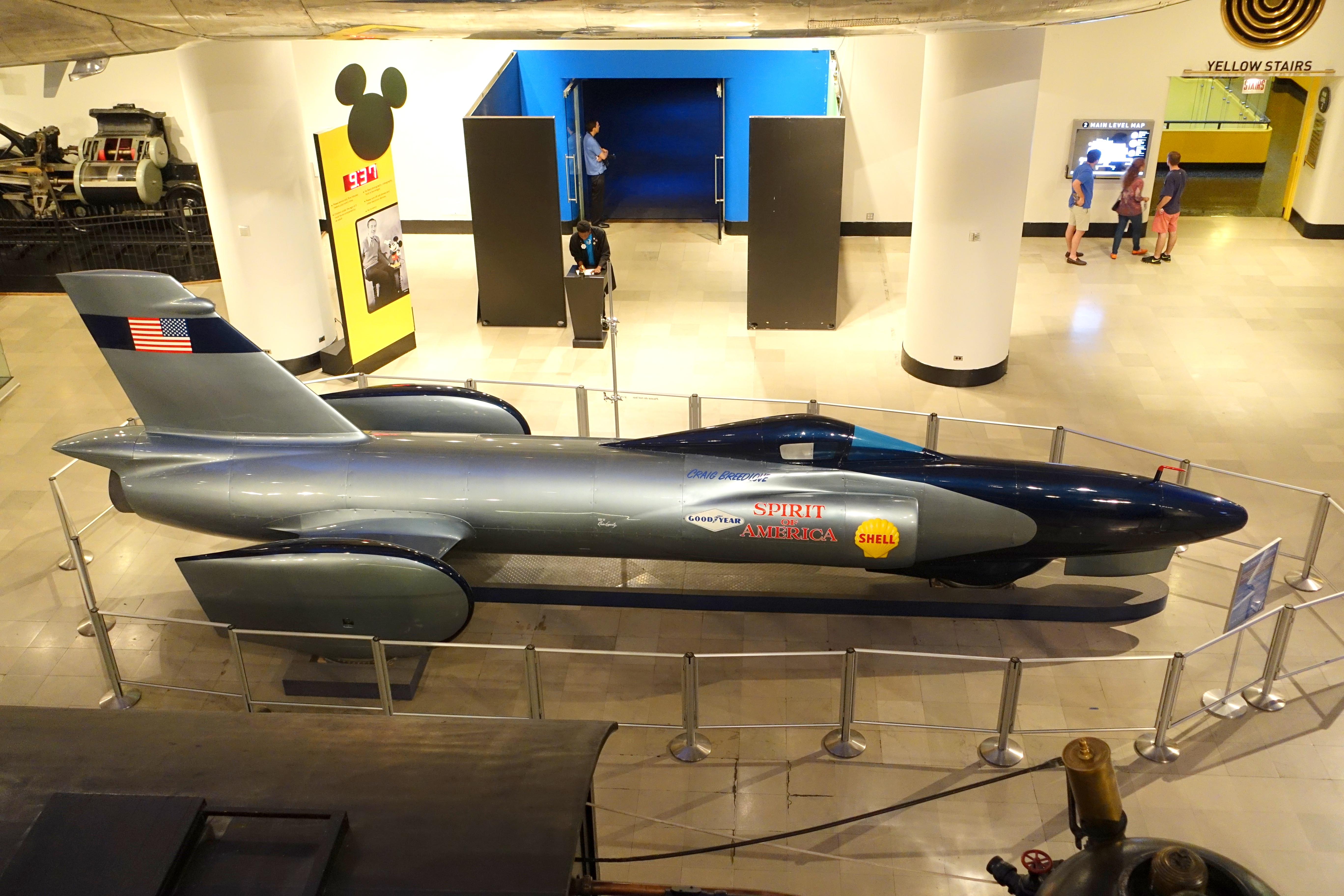
Spirit of America (automobile) au musée des Sciences et de l'Industrie de Chicago en 2014.

En 1962, les turboréacteurs et moteurs-fusées ont fait leurs premières apparitions à Bonneville dans trois voitures différentes qui étaient chacune fondée autour du moteur General Electric J47, qui a également alimenté le chasseur à réaction North American F-86 Sabre. L'une des voitures s'appelant Flying Caduceus a été entraînée à une vitesse de 533 km/h par Nathan Ostich, un médecin qui a construit la première voiture à réaction. La deuxième a été pilotée par Glenn Leasher, qui a approché les 400 miles/heure (640 km/h) avant d'être tué dans un accident. La troisième est le Spirit Of America au nez en aiguille conçu et piloté par le coureur de dragsters Craig Breedlove. Breedlove a également tenté le record de vitesse cette année-là, mais il ne put pas saisir le titre avant d'avoir atteint 655 km/h en 1963.

Wingfoot Express à turboréacteur Westinghouse J46 (1964)

En 1964, les frères Art et Walt Arfons (en) arrivèrent à Bonneville avec des voitures à réaction de leur conception. Walt avait acquis un moteur à réaction Westinghouse J46 conçu pour le Vought F7U Cutlass, qu'il a utilisé pour alimenter sa Wingfoot Express (en). Art avait opté pour un General Electric J79, le moteur des chasseurs-bombardiers Lockheed F-104 Starfighter et Convair B-58 Hustler, et construit un nouveau Monstre Vert. Après que Walt Arfons se soit écrasé et ait subi une crise cardiaque lors de l'essai du Wingfoot Express, le designer Tom Green fut sélectionné pour conduire la voiture. Bien qu'il n'ait jamais roulé à plus de 210 km/h avant le 2 octobre 1964, il a piloté la voiture pour un record du monde de vitesse de 665 km/h. Le record tint trois jours seulement avant d'être brisé par Art Arfons et son Monstre Vert à une vitesse de 698 km/h. Une semaine plus tard, Breedlove a cassé la « barrière des 500 miles/heure » (800 km/h) avant de survivre à une collision à haute vitesse. La saison 1964 s'est terminée avec Art Arfons reprenant le titre à 863 km/h après avoir apporté des modifications à son moteur.
En 1965, Breedlove retourna au lac Salé de Bonneville avec son nouveau Spirit of America - Sonic 1, alimenté par un moteur General Electric J79. Contesté par Walt Arfons et sa Wingfoot Express modifiée équipée du système JATO d'aide au décollage, Breedlove enregistra une vitesse de 893 km/h dans sa nouvelle voiture. Alors que Walt fut incapable de répondre à Breedlove, son frère Art le dépassa à peine une semaine plus tard avec une course à 927 km/h, détruisant ses pneus. Finalement, ce fut Breedlove, immortalisé par The Beach Boys dans la chanson Spirit of America (song) (en) (1963), qui a dépassé le premier la vitesse de 600,6 miles/heure (966,6 km/h), le 15 novembre 1965.

Moteur-fusée et turboréacteur
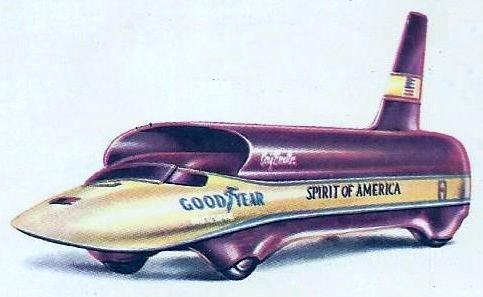
Spirit America Sonic 1 (1965)
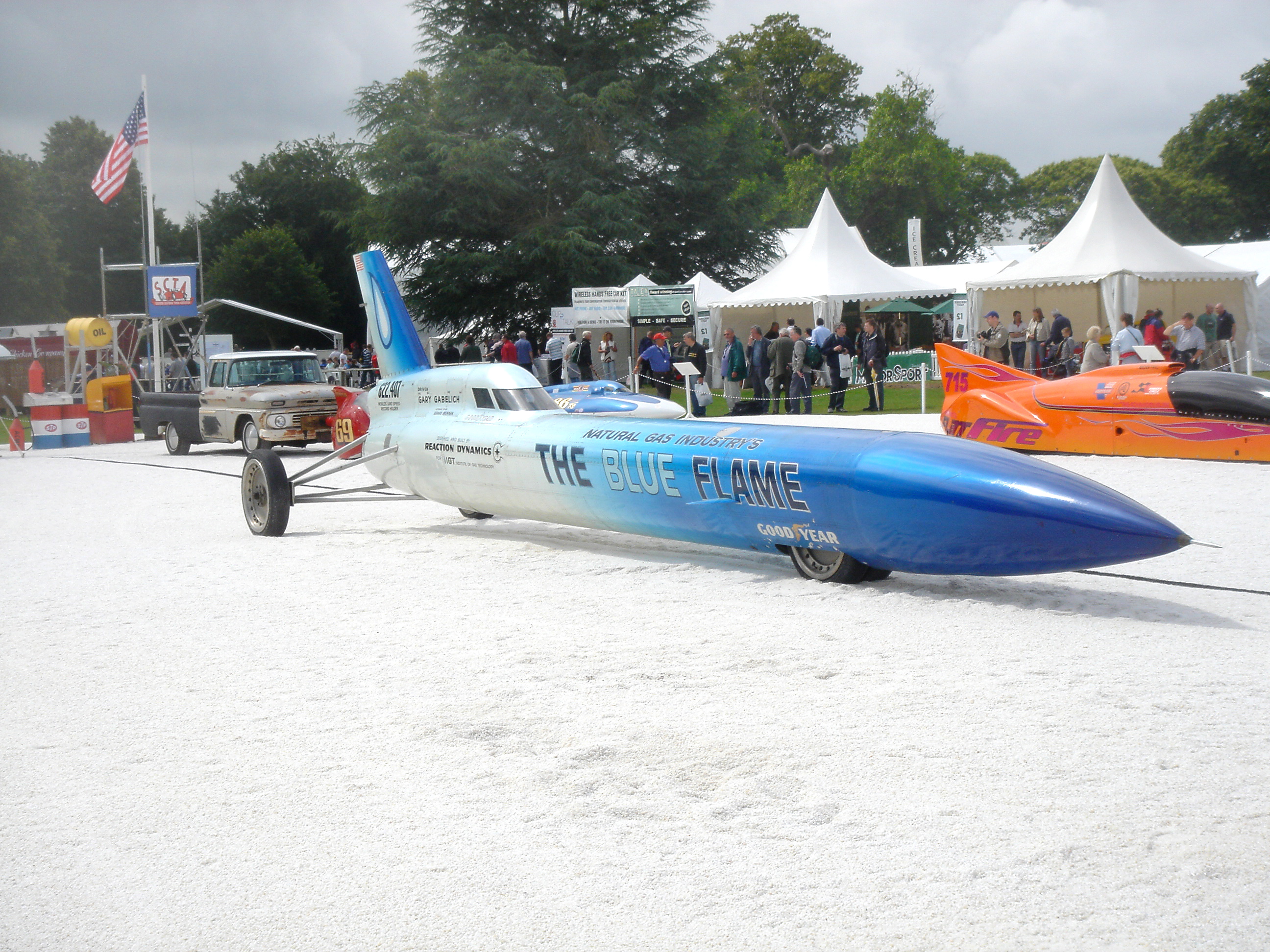
Blue Flame (1970) au Festival de vitesse de Goodwood
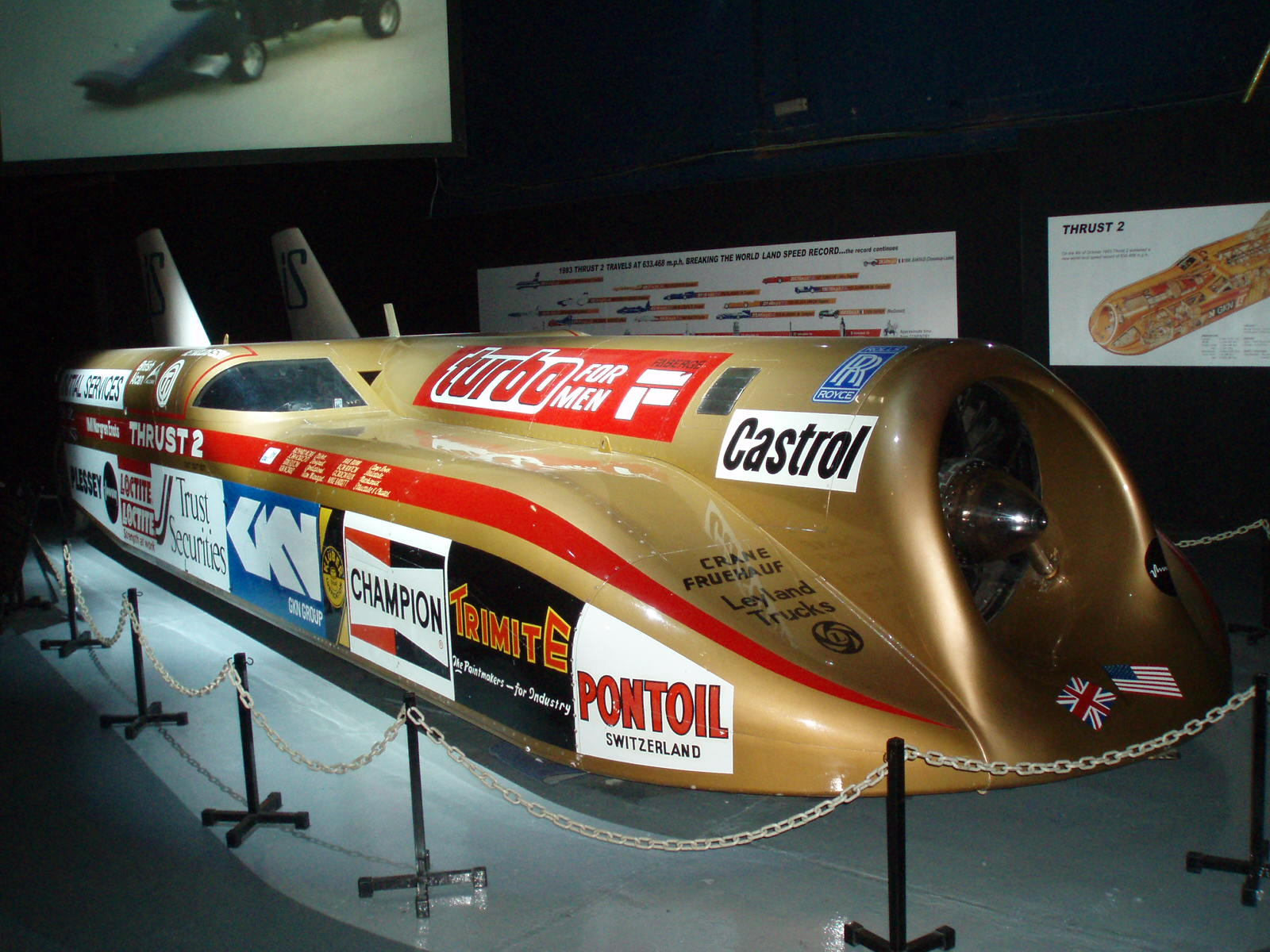
Thrust2 (1983) au Coventry Transport Museum
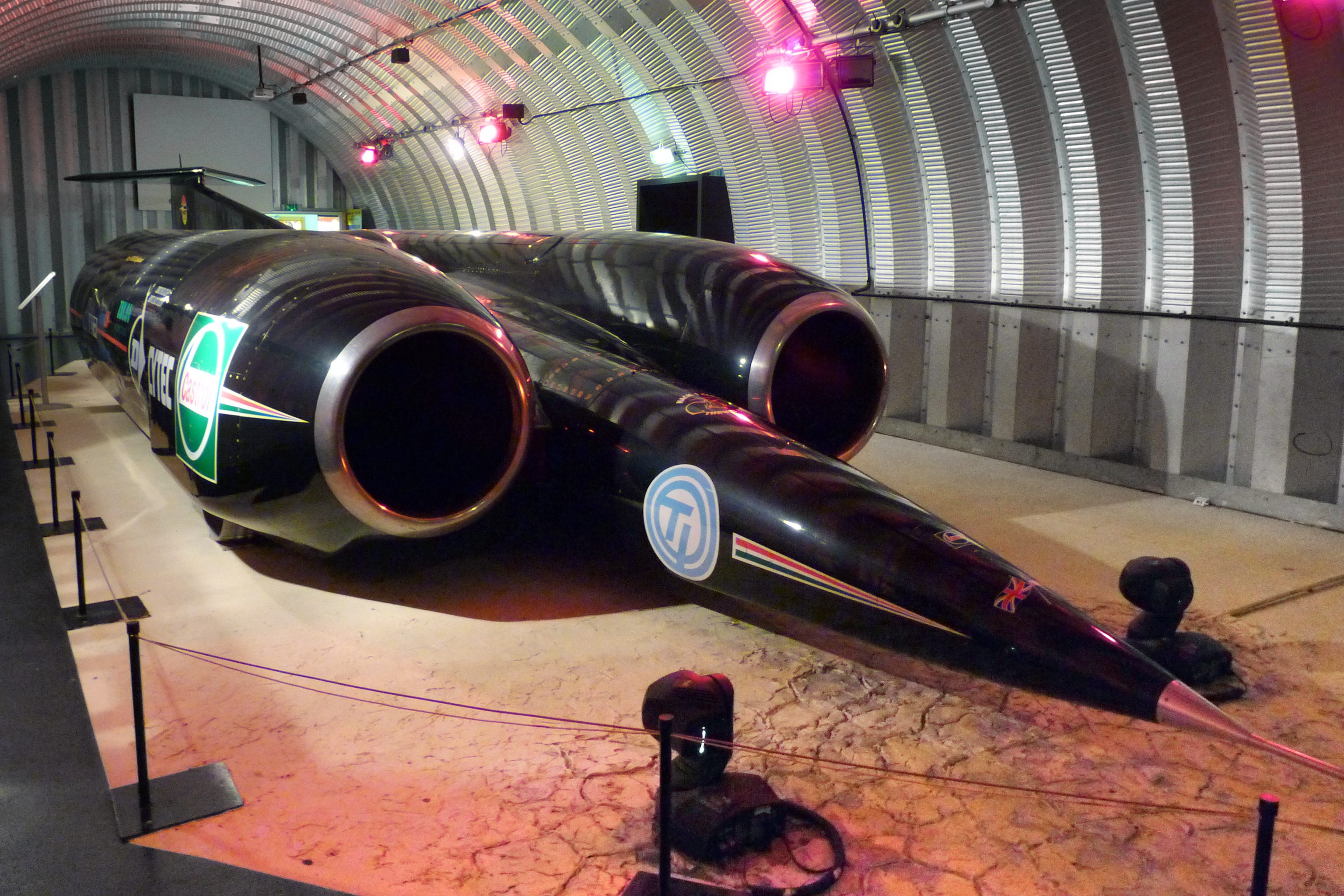
Thrust SSC, record de vitesse terrestre de 1 227 km/h en 1997, au Coventry Transport Museum

En 1970, Gary Gabelich, pilotant la voiture-fusée Blue Flame décrocha un nouveau record du monde à Bonneville avec une vitesse de 1 001,7 km/h. En 1983, ce record a été éclipsé par Thrust2, alimenté par un moteur Rolls-Royce Avon et piloté par Richard Noble à une vitesse de 1 019,5 km/h,. En 1997, le record du monde a été battu une fois de plus par Thrust SSC, qui atteignit une vitesse de 1 228 km/h dans le Black Rock Desert avec Andy Green aux commandes. La voiture, propulsée par deux moteurs à réaction Rolls-Royce Spey produisait 110 000 ch (82 000 kW) en combiné et 23 000 kg de poussée, devint le premier véhicule à briser le mur du son sur terre.
Les voitures de course de dragsters sont également apparues dans des événements de la National Hot Rod Association (NHRA) depuis les années 1970. Les voitures à réaction ont d'abord été interdites par la NHRA en 1974 et en 1980 l'approbation officielle a été accordée pour la catégorie des Funny Cars (en). En 1975, le pilote de dragster Phillip « Al » Eierdam créa Emergency 1, une voiture jet propulsée par un moteur Westinghouse J34, stylisée pour imiter un fourgon d'incendie. Dans les années 1980, Eierdam construisit et pilota la Invader à moteur de fusée, souvent opposé à son ami Sammy Miller et sa Funny-Car Vanishing Point à moteur à réaction. Ils firent la première course de dragsters entre voitures-fusées au Santa Pod Raceway (en) en Angleterre. En 1989, Roger Gustin avait construit plus de voitures à réaction que n'importe qui d'autre dans le milieu des courses de dragsters et avait gagné le Jet Car Nationals à cinq reprises. Dans les années 2010, les jet voitures ont continué à être les principales attractions des événements NHRA, participant à des expositions telles que des courses à quatre et atteindre des vitesses supérieures à 430 km/h. Au cours de la saison 2012, Elaine Larsen et Marisha Falk conduisirent des dragsters à réaction alimentés par des moteurs General Electric J85 capables de produire 5 000 ch (3 700 kW)

## Prototypes et voitures de série hors compétition

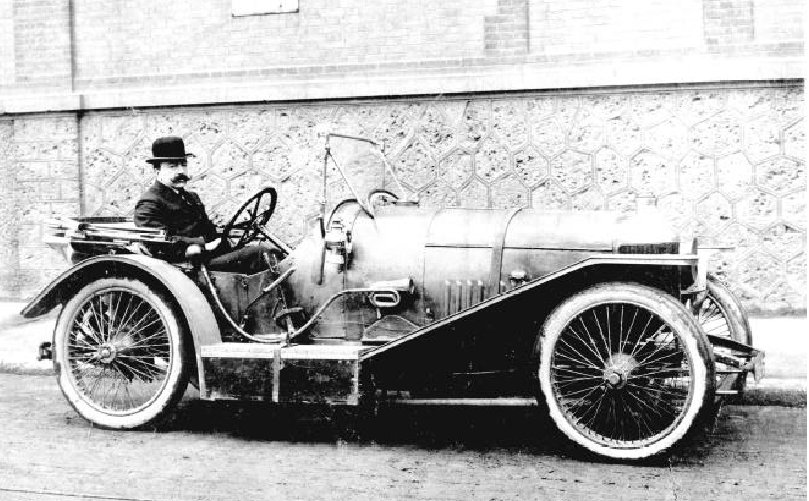
Pierre Clerget au volant de son prototype « Delage-Clerget » à moteur d'avion Clerget-Blin de 50 ch de 1914.

Bien que rares, des moteurs d'avion ont parfois été choisis comme moteur de route de voiture.
Dans les années 1880, les inventeurs allemands Gottlieb Daimler et Wilhelm Maybach inventent le premier moteur Daimler Type P industrialisable à essence, dont ils équipent les premiers véhicules de terre, d'air, et de mer en fondant Daimler-Motoren-Gesellschaft (futur Daimler Mercedes-Benz avec leur célèbre logo trois étoiles terre, ciel, mer). En 1914, l'industriel Pierre Clerget équipe son prototype personnel « Delage-Clerget » d'un de ses moteurs d'avions Clerget-Blin de 50 ch. Gustav Otto et Karl Rapp, fondateurs de BMW en 1917, orientent leur industrie de moteur d'avion vers l'automobile, avec pour célèbre logo BMW, une hélice d'avion aux couleurs de la Bavière. Quelques constructeurs d'avions dont Avions Farman de 1908 d'Henri Farman, construisent également des automobiles à base de technologie et moteurs d'avions (Farman A6 de 1921 de Farman (automobile)), Gabriel Voisin et son Avions Voisin C25 de 1934.

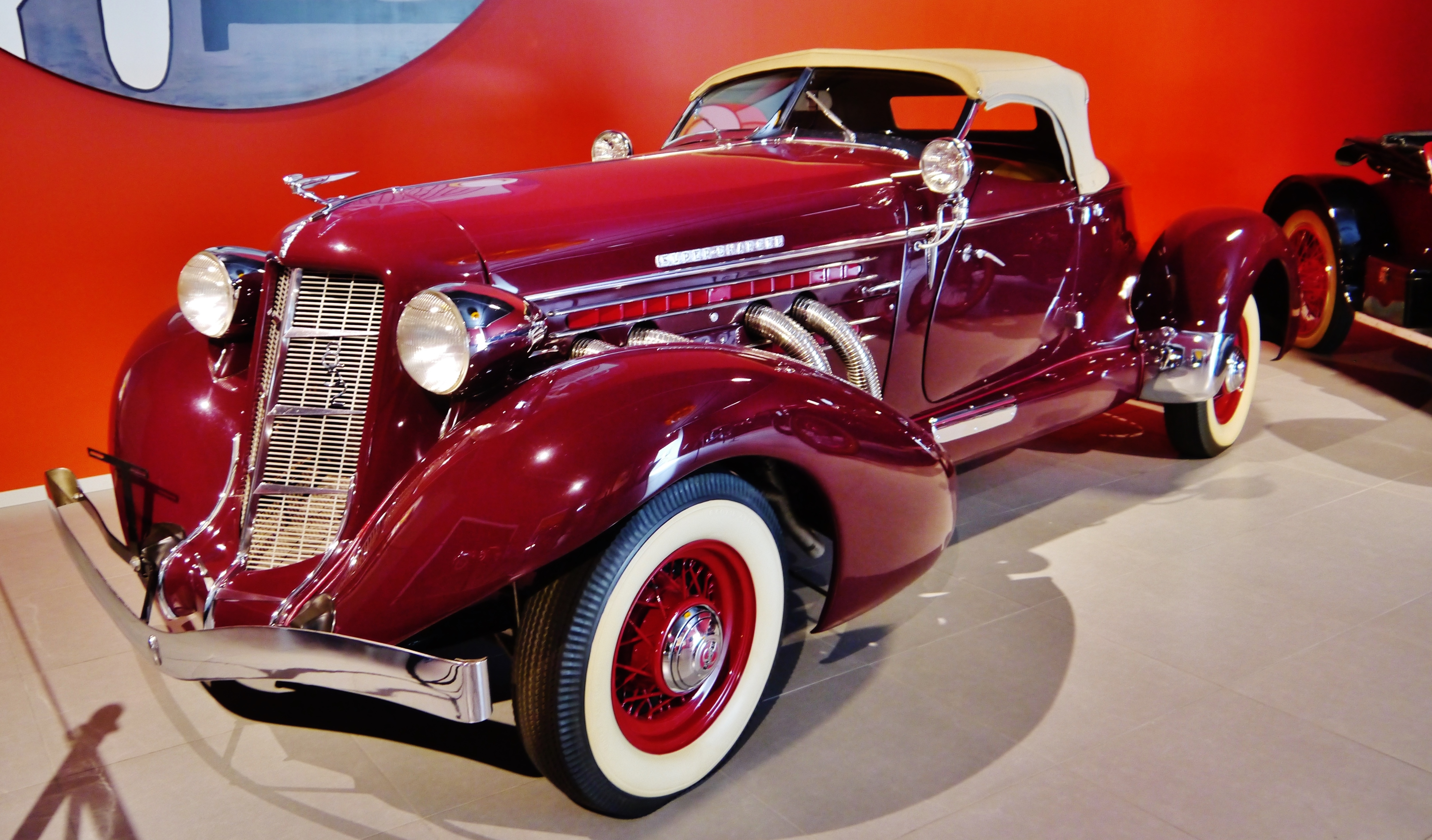
Auburn Speedster (1926) à moteur d'avion 8 cylindres en ligne ou V12 Lycoming Engines.

En 1926, Ettore Bugatti et son fils Jean Bugatti, qui dominent la compétition automobile avec leur Bugatti Type 35, conçoivent leur extraordinaire Bugatti Type 41 « Royale », pour dominer le monde de la voiture de luxe, motorisée par un moteur d'avion 8-cylindres Bugatti de 200 à 300 ch, développé à la base pour l'Armée de l'air française (King-Bugatti U-16, Bugatti-De Monge 100P…), la voiture la plus luxueuse d'alors, avec des performances de plus de 200 km/h des voitures de course les plus performantes de l'époque (vitesse des Bugatti Type 35).

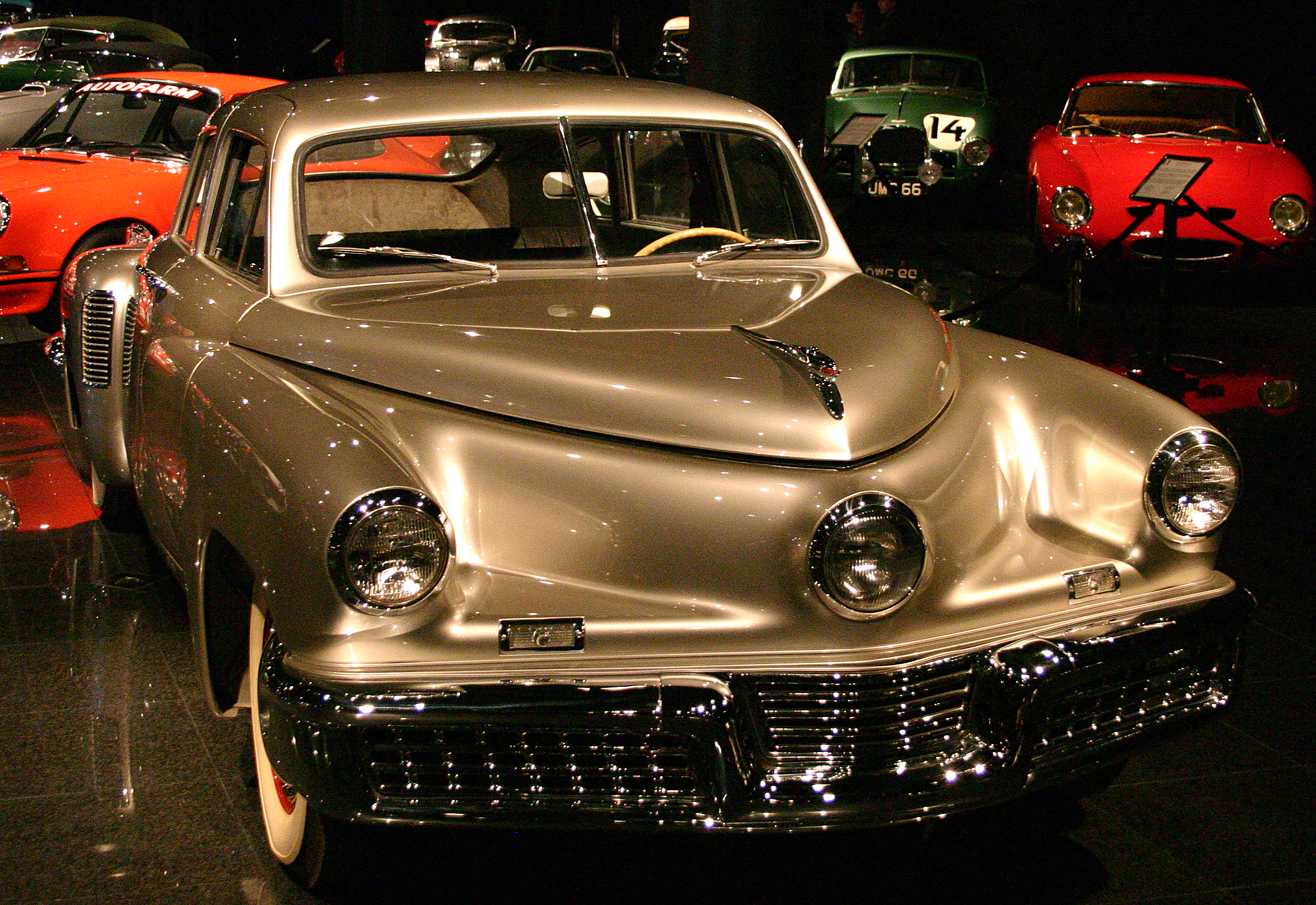
Tucker '48 à moteur d'hélicoptère Franklin O-335 Bell Aircraft Corporation (1947) au musée de l'automobile de Blackhawk en Californie.

La Tucker '48, produite en 1947 et 1948, et propulsée par un moteur d'hélicoptère six-cylindres à plat Franklin O-335 (en) Bell Aircraft Corporation. Avec une cylindrée de 5 473 cm3, le moteur produit 166 ch (124 kW) à 3 200 tr/min et a un couple maximum de 504 N m à 2 000 tr/min, et grâce à sa construction en alliage, ne pèse que 145 kg,. Le moteur permettait aux Tucker 48 d'atteindre une vitesse de pointe d'environ 190 km/h et d'accélérer de 0 à 60 miles/h (97 km/h) en 10 s. Bien que le moteur d'hélicoptère original O-335 soit refroidi à l'air, Tucker et ses ingénieurs l'avaient modifié pour un refroidissement par eau, ce qui a permis d'améliorer la durabilité du moteur tout en apportant à l'industrie automobile la première voiture à système de refroidissement à eau  entièrement scellé.
Dans les années 1960, l'ingénieur britannique Paul Jameson et le spécialiste des transmission John Dodd ont collaboré pour construire La Bête, une voiture équipée d'un moteur Rolls-Royce Merlin de 27 L de cylindrée. À l'aide d'une boîte de vitesses General Motors Turbo-Hydramatic (en), d'un pont arrière d'une Jaguar XJ12, de portes en fonte d'une Ford Cortina Mk III, et une carrosserie en fibre de verre qui rappelle une Ford Capri, la voiture avait un « capot phallique » qui mesurait trois mètres. Le moteur de La Bête produisait environ 950 ch (710 kW) à 2 500 tr/min ainsi qu'un couple d'environ 1 030 N m, ce qui la propulsait à une vitesse de pointe supérieure à 290 km/h. La voiture consomme environ 1,4 litre au kilomètre, soit 140 litres aux cent. Une fois inscrite dans le Livre Guinness des records comme la plus puissante voiture de route du monde, en 2012, La Bête avait été située à Malaga,.

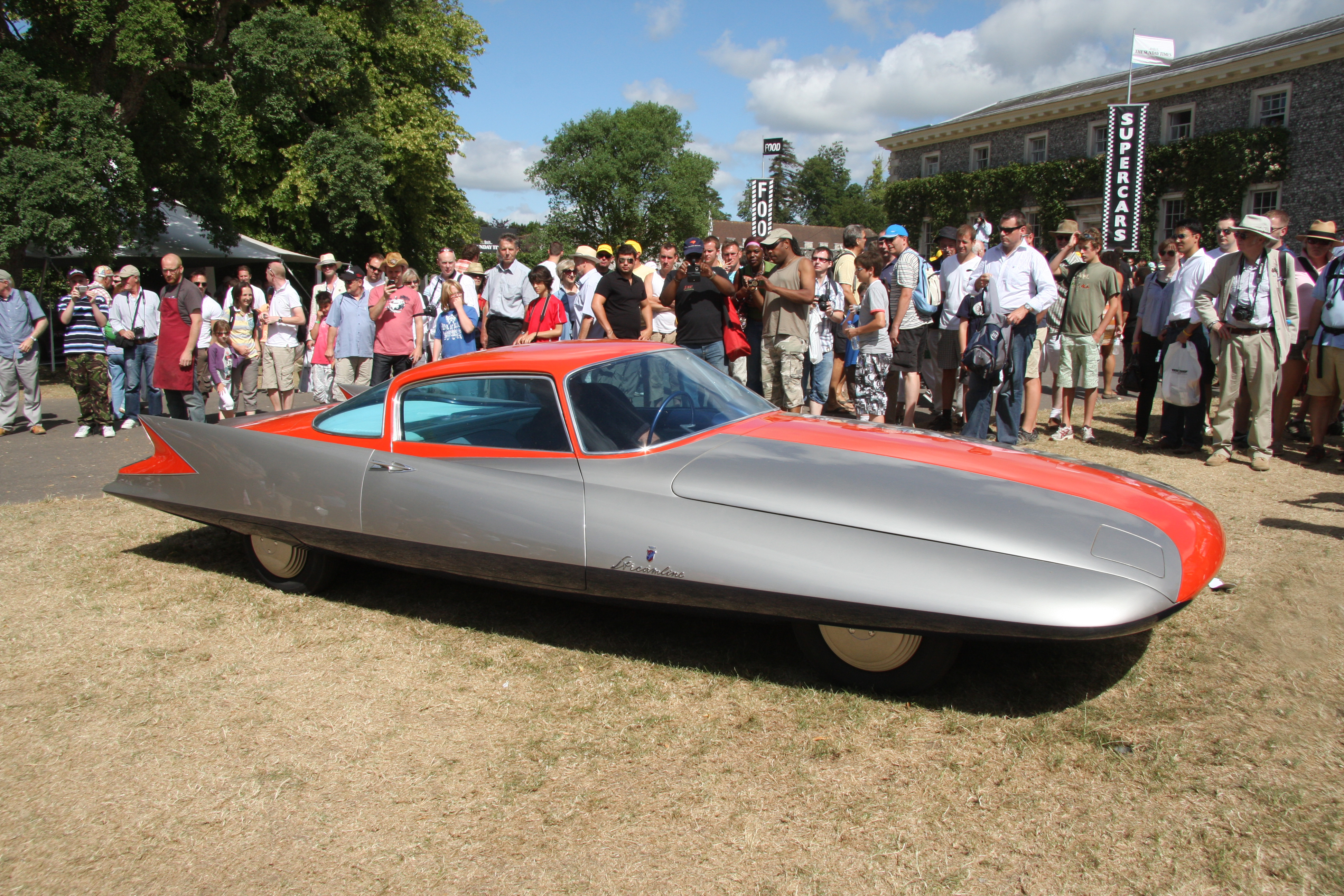
Voiture à turbine Ghia Gilda Streamline X (1955).

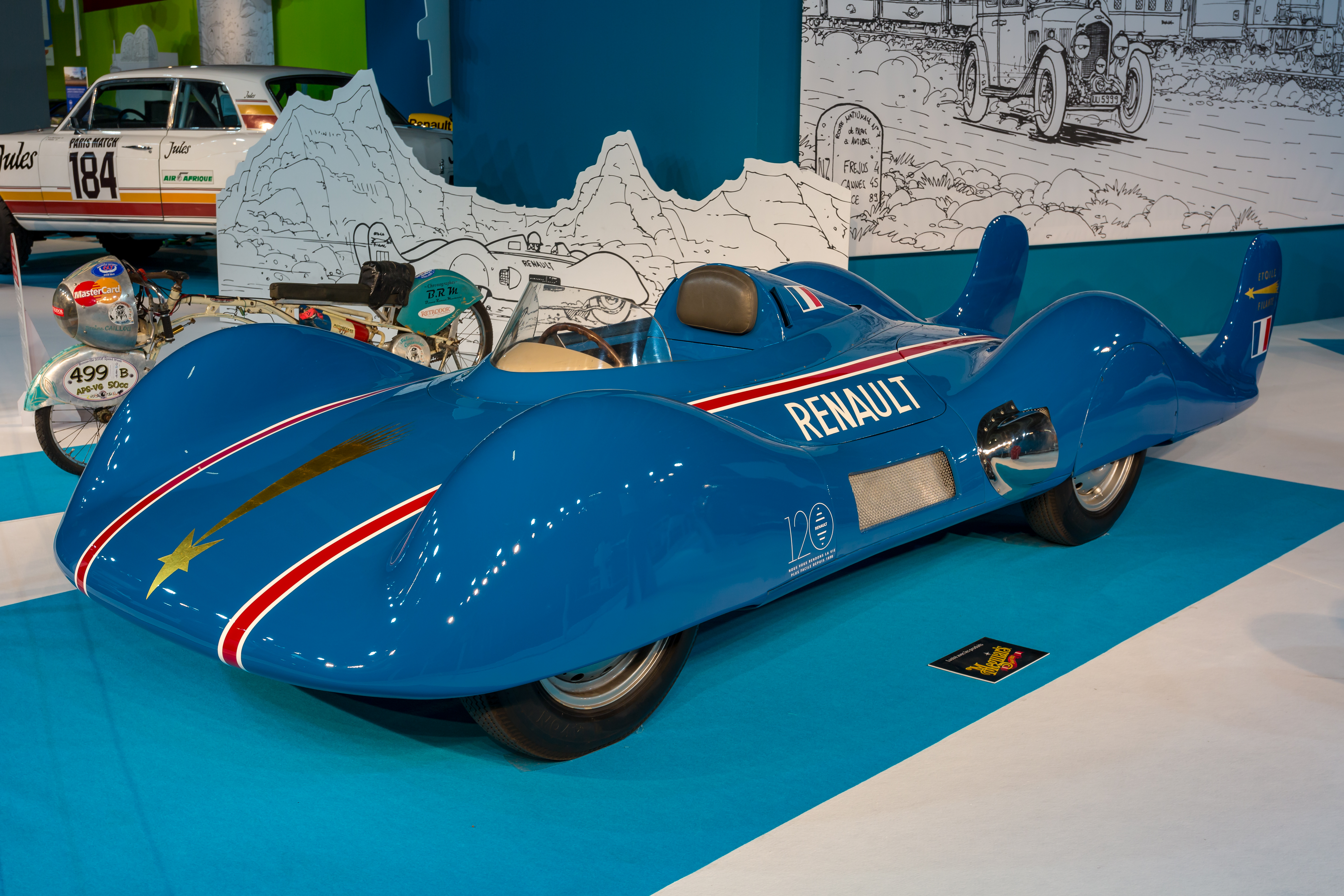
Voiture à turbine Renault Étoile filante (1956)

Les moteurs à turbine ont également été utilisés dans des voitures à turbine concept cars et prototypes de voitures routières, tels que les Firebird de General Motors I à IV, Fiat Turbina, Chrysler Turbine, Ghia Gilda Streamline X, ou Renault Étoile filante. En 1953, la General Motors XP-21 Firebird I est devenue la première voiture propulsée par une turbine à gaz à être construite aux États-Unis. Jamais conçue pour la production, la voiture était purement un exercice de conception pour déterminer la faisabilité des voitures de route à turbine. La carrosserie de la voiture, en plastique renforcé par de la fibre de verre, fut conçue par Harley J. Earl, tandis que son moteur Whirlfire Turbo-Power a été développé par Charles L. McCuen et le General Motors Research Laboratories (en). Entraînant les roues arrière de la voiture par l'intermédiaire d'une transmission classique, le moteur a été en mesure de produire 370 ch (276 kW) à 13 000 tr/min. Son successeur, la Firebird II, est présentée au General Motors Motorama 1956. En plus de sa turbine à gaz à régénération, la voiture avait une carrosserie en titane, une suspension entièrement indépendante, des freins à disque, une boite de vitesses à sélection électrique, et l'air conditionné contrôlé individuellement. La Firebird III fut construite en 1958. Ce fut la seule Firebird à influencer les voitures de production GM; les styles des Cadillac 1959 et 1961 s'en inspirèrent. Remarquée par ses ailes extravagantes, Firebird III a également battu un certain nombre de règles de style d'Earl avec son usage très réservé de chrome et son absence de lignes parallèles. La Firebird IV est présentée sur le stand « Futurama Exposition de General Motors » de la Foire internationale de New York 1964-1965, en même temps que le prototype de camion à turbine à gaz Chevrolet Turbo Titan III (en). Les trois Firebird ne léguèrent en fin de compte que leur nom à la pony car Pontiac Firebird qui fit ses débuts en 1967. La General Motors Astro III est présentée en 1969, l'année ou les astronautes américains Neil Armstrong et Buzz Aldrin posent le premier pied humain sur la Lune, avec leur fusée Apollo 11.

Voitures à turbine General Motors
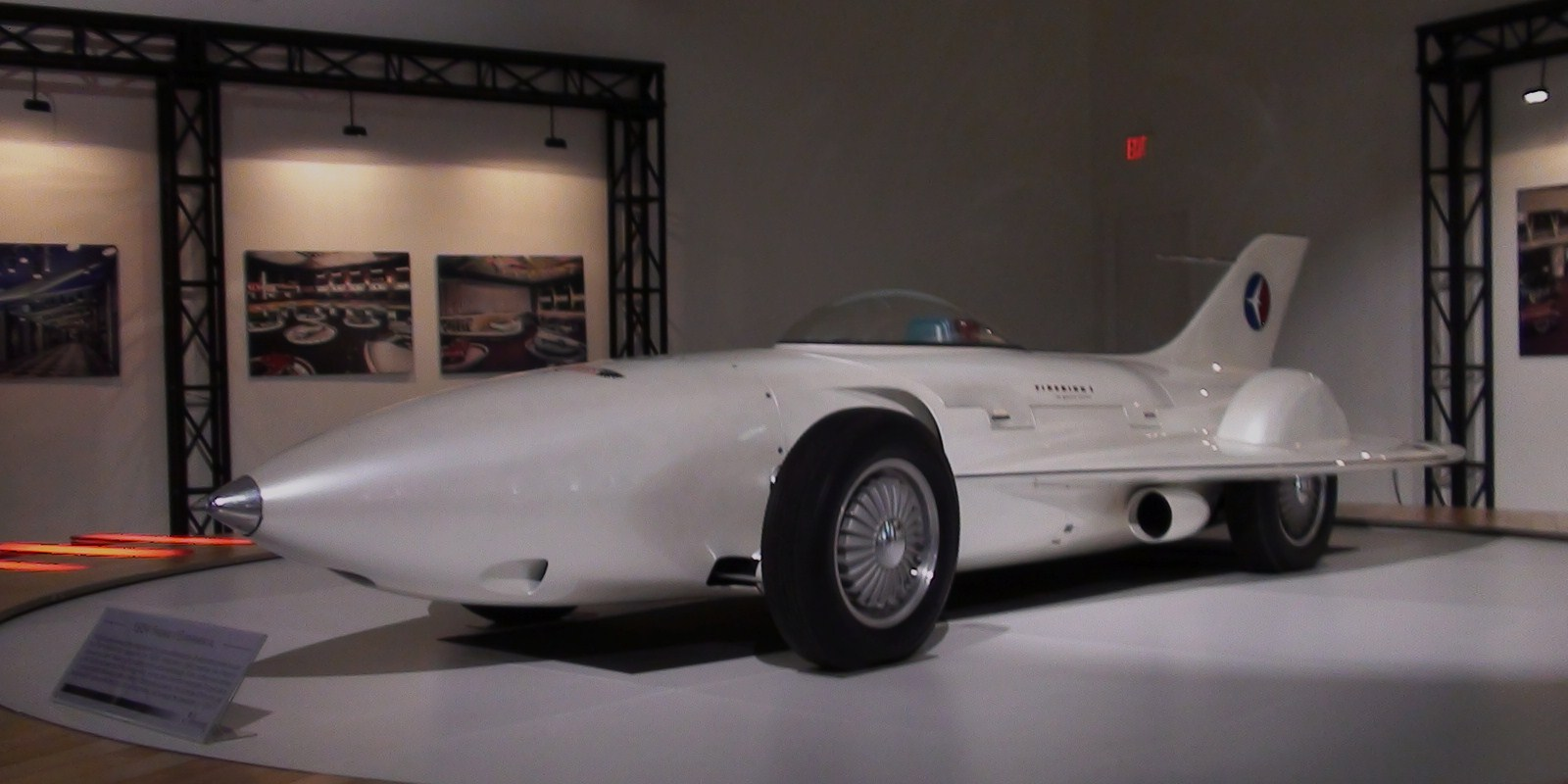
Firebird I (1953)
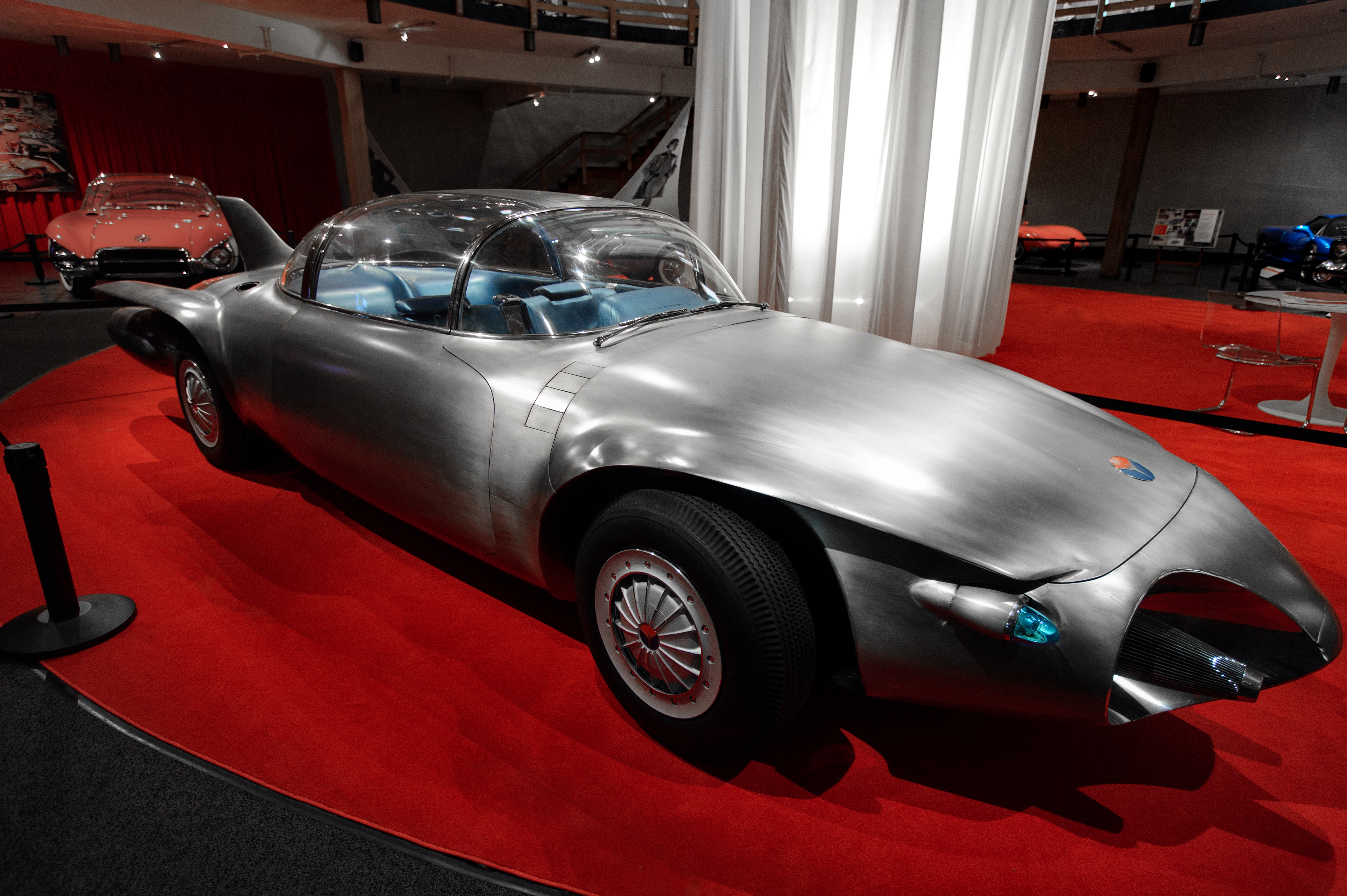
Firebird II (1956)
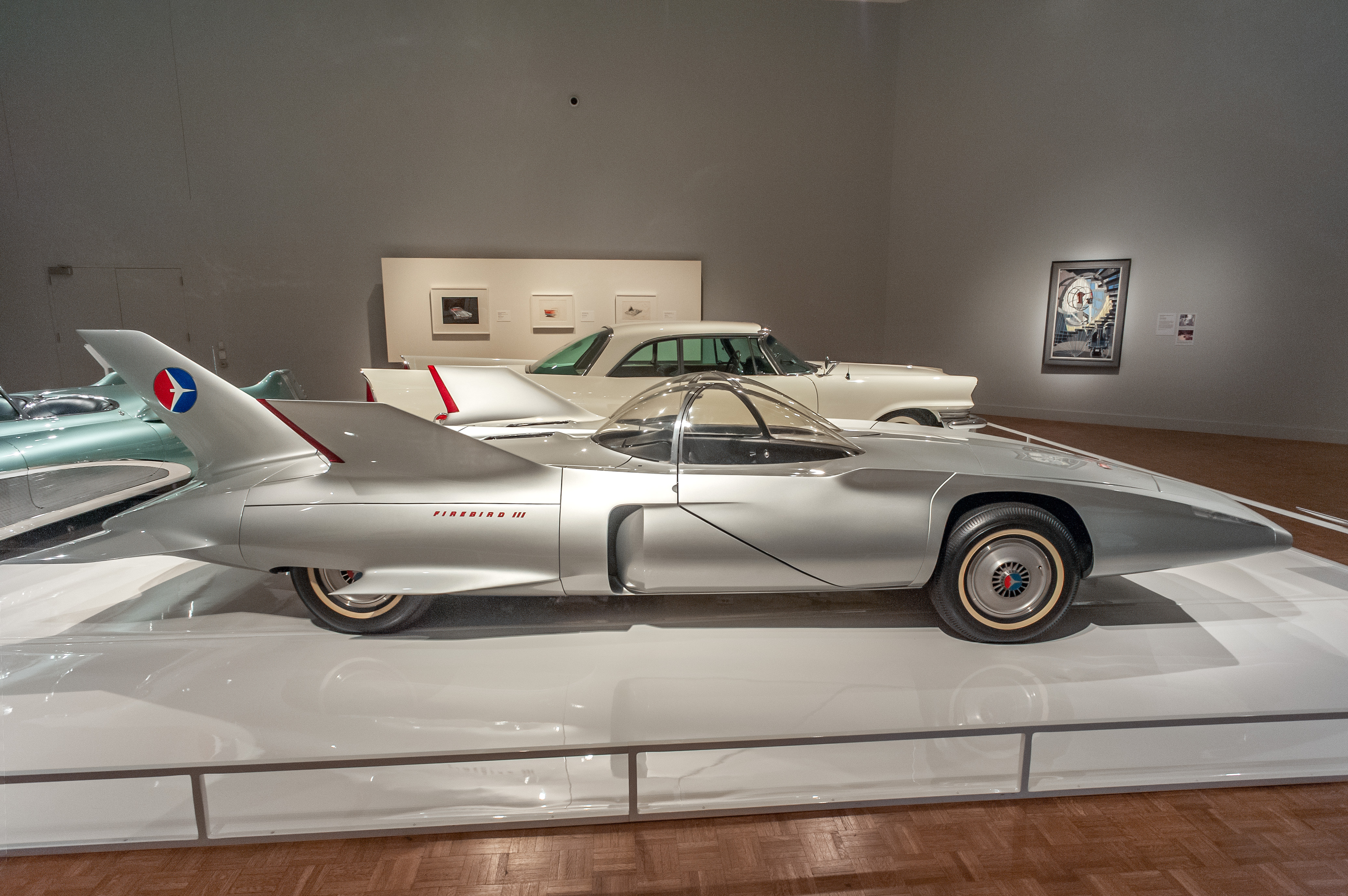
Firebird III (1959)
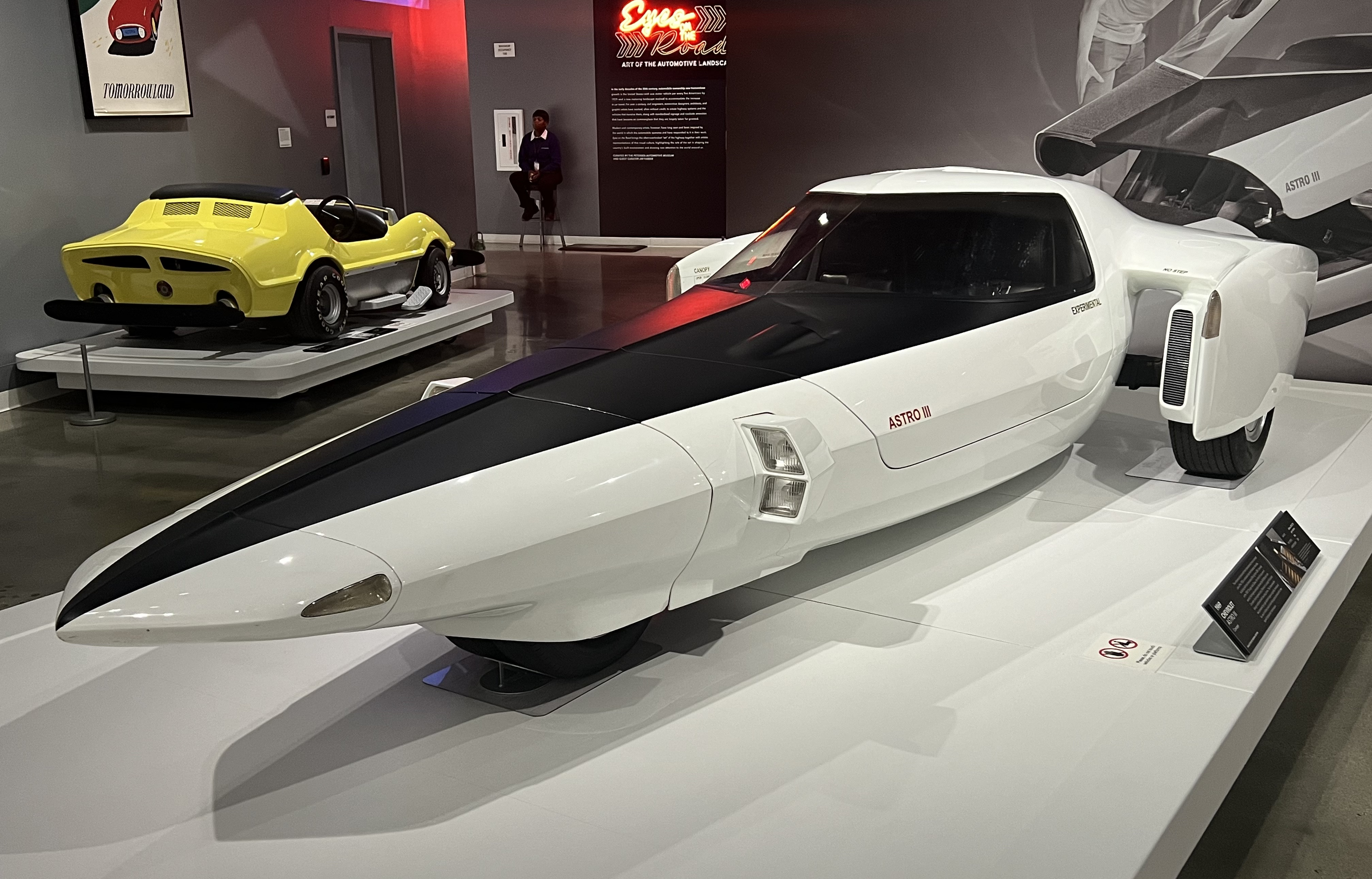
Astro III (1969).

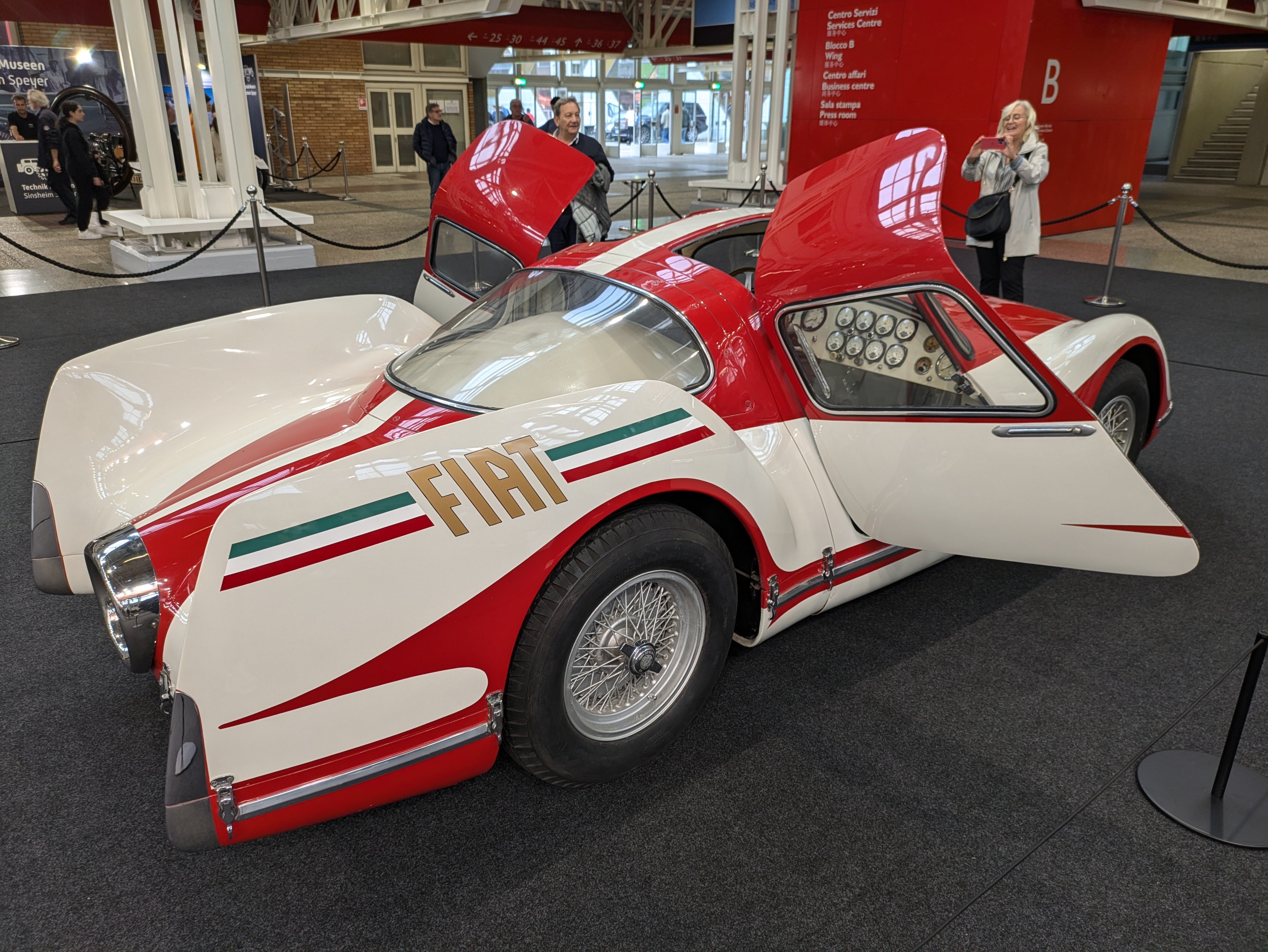
Fiat Turbina (1954).

En 1954, Fiat a présenté son propre prototype expérimental de  voiture à turbine, la Fiat Turbina, propulsée par une turbine à deux étages qui entraîne les roues par l'intermédiaire d'une unité réductrice, tandis que sa carrosserie a été profilée sur base des résultats des tests en soufflerie. La Turbina a pu atteindre une vitesse de pointe de 250 km/h et produire 300 ch (224 kW) à 22 000 tr/min.

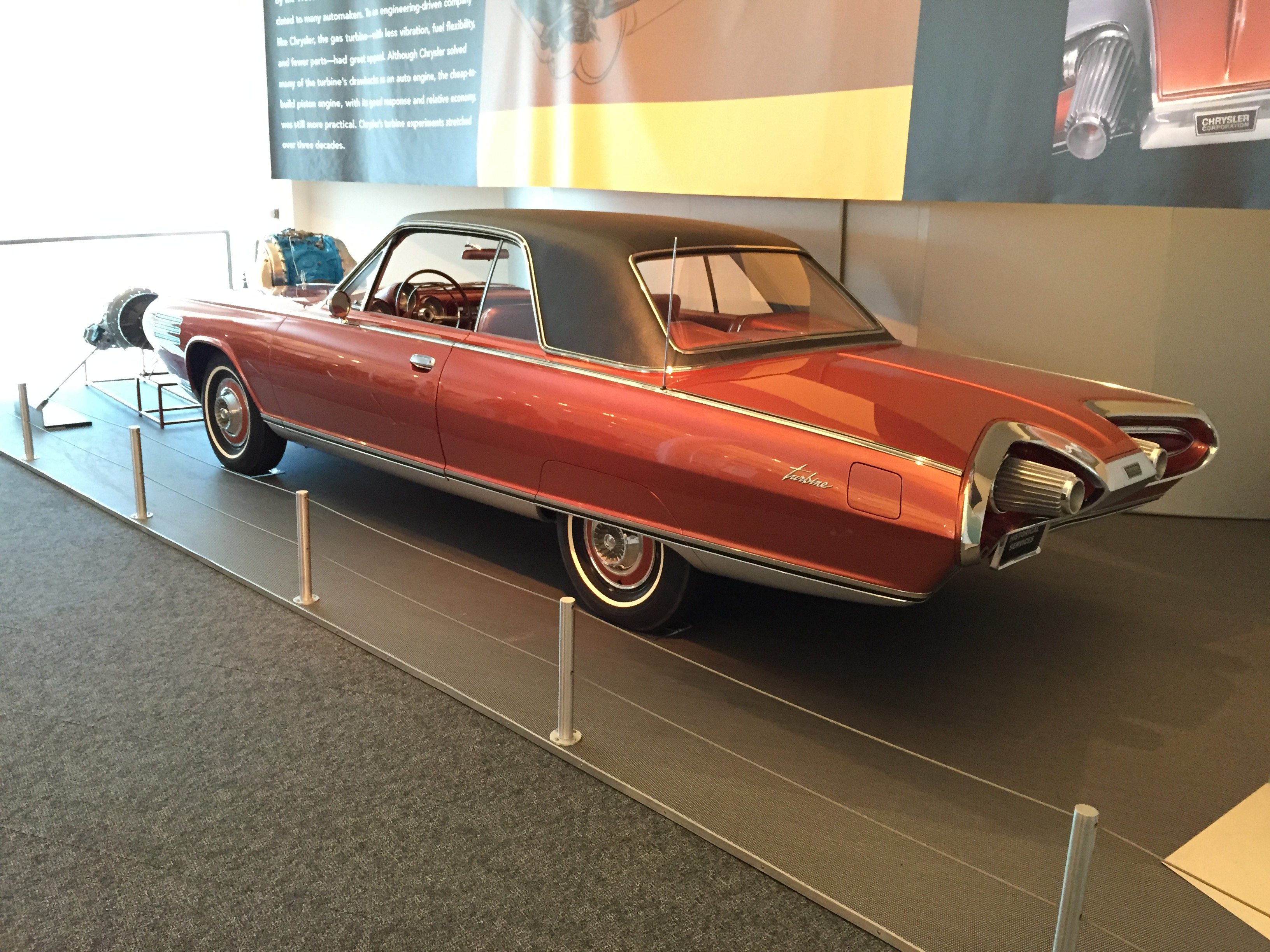
Chrysler Turbine (1963) au Walter P. Chrysler Museum de Détroit (Michigan).

Présentée au public en 1963, la Chrysler Turbine avait une turbine de 130 ch (97 kW) et une poussée de 576 N m, lui permettant de se comparer à une voiture à moteur V8 de 5,2 L de cylindrée. Le moteur à turbine offre de nombreux avantages dans une voiture de production, à commencer par moins d'entretien parce que moins de pièces en mouvement, une douceur de conduite incomparable, de meilleurs démarrages à froid, l'absence de besoin d'antigel, consommation d'huile minimaliste, et surtout la possibilité d'employer n'importe quel carburant liquide ; la voiture a été essayée avec des carburants aussi divers que de l'huile d'arachide, du parfum Chanel No 5, et de la tequila. Il y a cependant de sérieux inconvénients à utiliser un moteur à turbine, parmi lesquels une chaleur importante, l'absence de frein moteur et une émission importante d'oxydes d'azote (NOx). De plus, ce moteur convient mieux aux applications à vitesse constante de l'aviation, qu'aux changements continuels de régime et aux arrêts et redémarrages fréquents rencontrés dans un usage automobile. Sur l'autoroute, la voiture a pu se contenter de douze litres aux cent, mais parce que le moteur est en permanence à 22 000 tr/min, il est beaucoup moins efficient en ville. En plus d'être plus gourmande en combustible qu'un V8 de puissance comparable, la Turbine Car était aussi beaucoup plus chère ; Jay Leno estimant que la voiture aurait été vendue environ seize mille dollars alors qu'une voiture à pistons de performances comparables valait cinq mille dollars.

## Renaissance vintage hot rod de collection

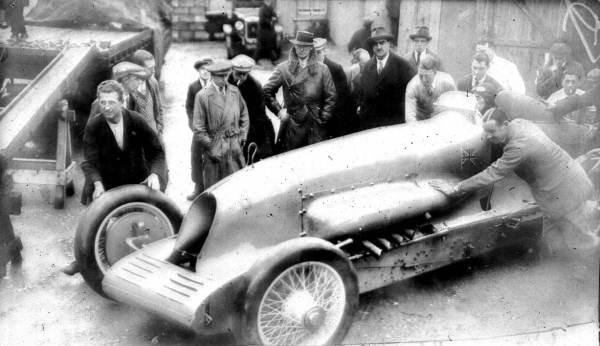
Napier-Campbell Blue Bird W12 (1927)

Même après la période dans laquelle ils étaient compétitifs dans la quête du record du monde de vitesse sur terre, il y a eu un intérêt poursuivi et renouvelé pour des voitures « vintage hot rod de collection » à carrosseries inspirées de fuselages et moteurs à piston d'avion des Premières et Secondes Guerres mondiales. L'une des premières voitures créées au cours de cette renaissance est la Napier-Bentley, construite par Pierre Morley et David Llewellyn en 1972, dans l'esprit des voitures qui coururent à Brooklands. La Napier-Bentley se compose d'un châssis Bentley de 1929 et d'un moteur d'avion Napier Sea Lion de 23,9 L de cylindrée qui produit 580 ch (430 kW) et un couple de 1 690 N m. La voiture a couru régulièrement, et a été  impliquée dans un accident qui hospitalisa Morley pour quelques semaines. En 1998, la Napier-Bentley a été vendue à Chris Williams. Williams a également conçu et construit la Packard-Bentley, qu'il a conçu comme un hommage aux voitures de course à moteur d'avion de l'entre-deux-guerres qui coururent à Brooklands. Construite sur une période de sept ans, la voiture, qui est surnommée « Mavis », a fait ses débuts en 2010 au Cholmondeley Concours de Puissance. La Packard-Bentley est composée d'un châssis de Bentley 8 Litre et d'un moteur V12 Packard récupéré sur un torpilleur américain de la Seconde Guerre mondiale. Le moteur de 40,8 L de cylindrée donne à la voiture 1 500 ch (1 100 kW) et 2 700 N m de couple à 2 400 tr/min, tout en lui permettant d'atteindre une vitesse de pointe d'environ 260 km/h avec une consommation de carburant de 4 gallons impériaux par minute, soit 18 L. La Packard-Bentley est évaluée à près de 350 000 £.

Quelques prototypes de collection
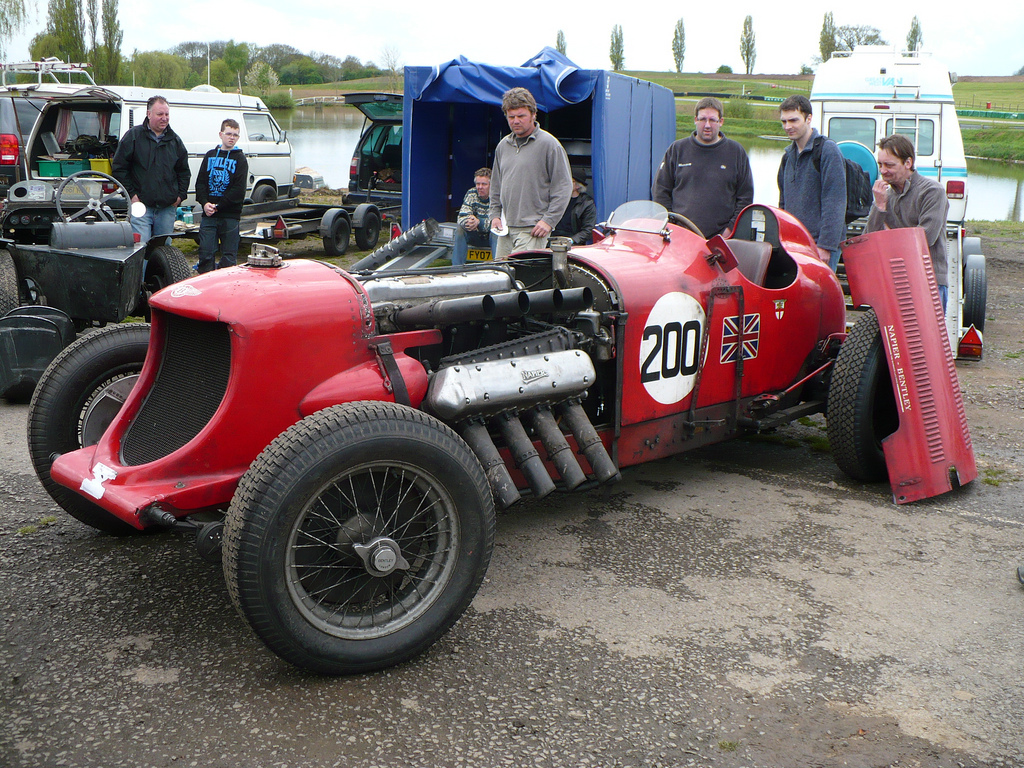
Napier-Bentley W12 (1968)
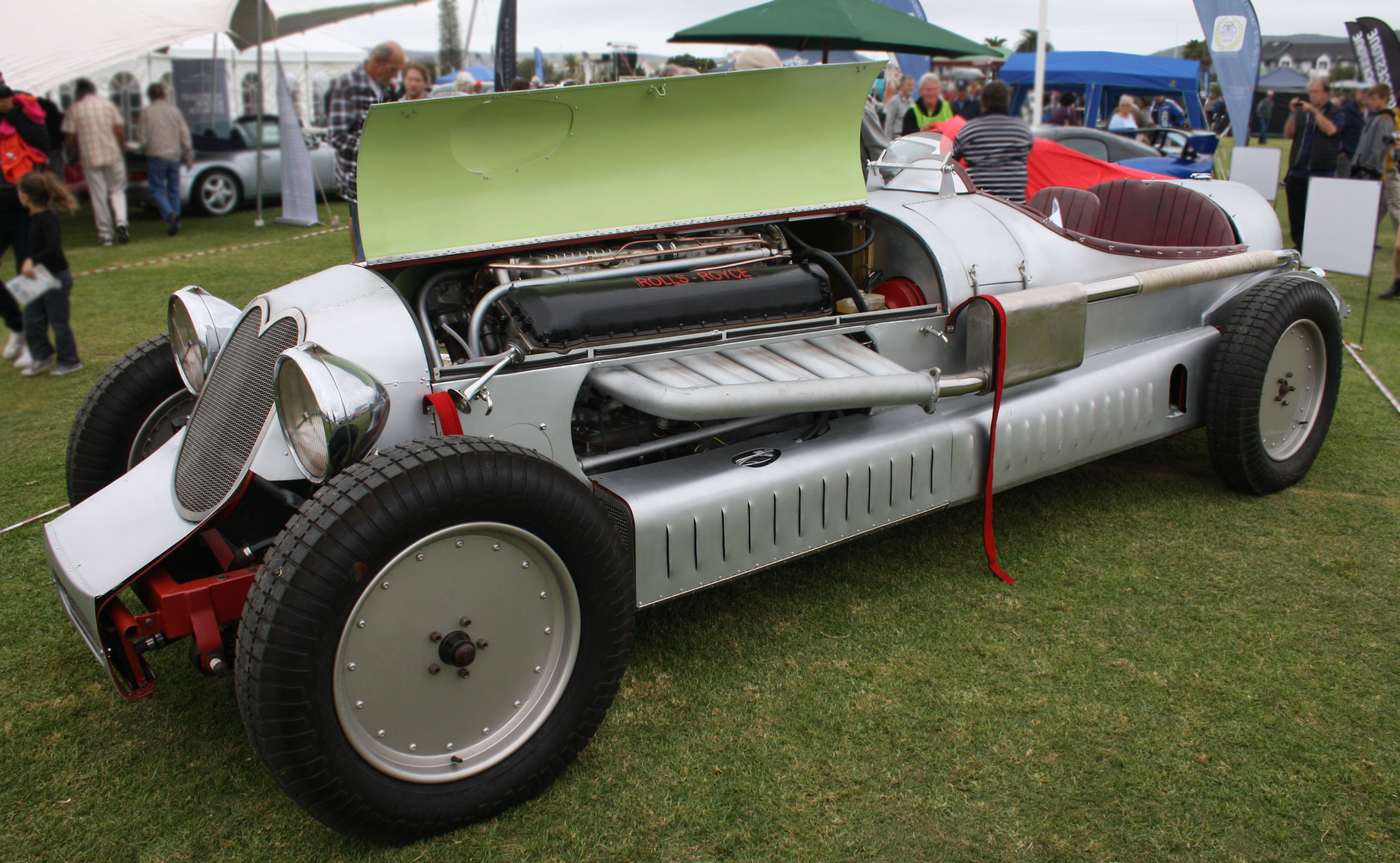
Meteor V12 spécial, à moteur V12 Rolls-Royce Merlin
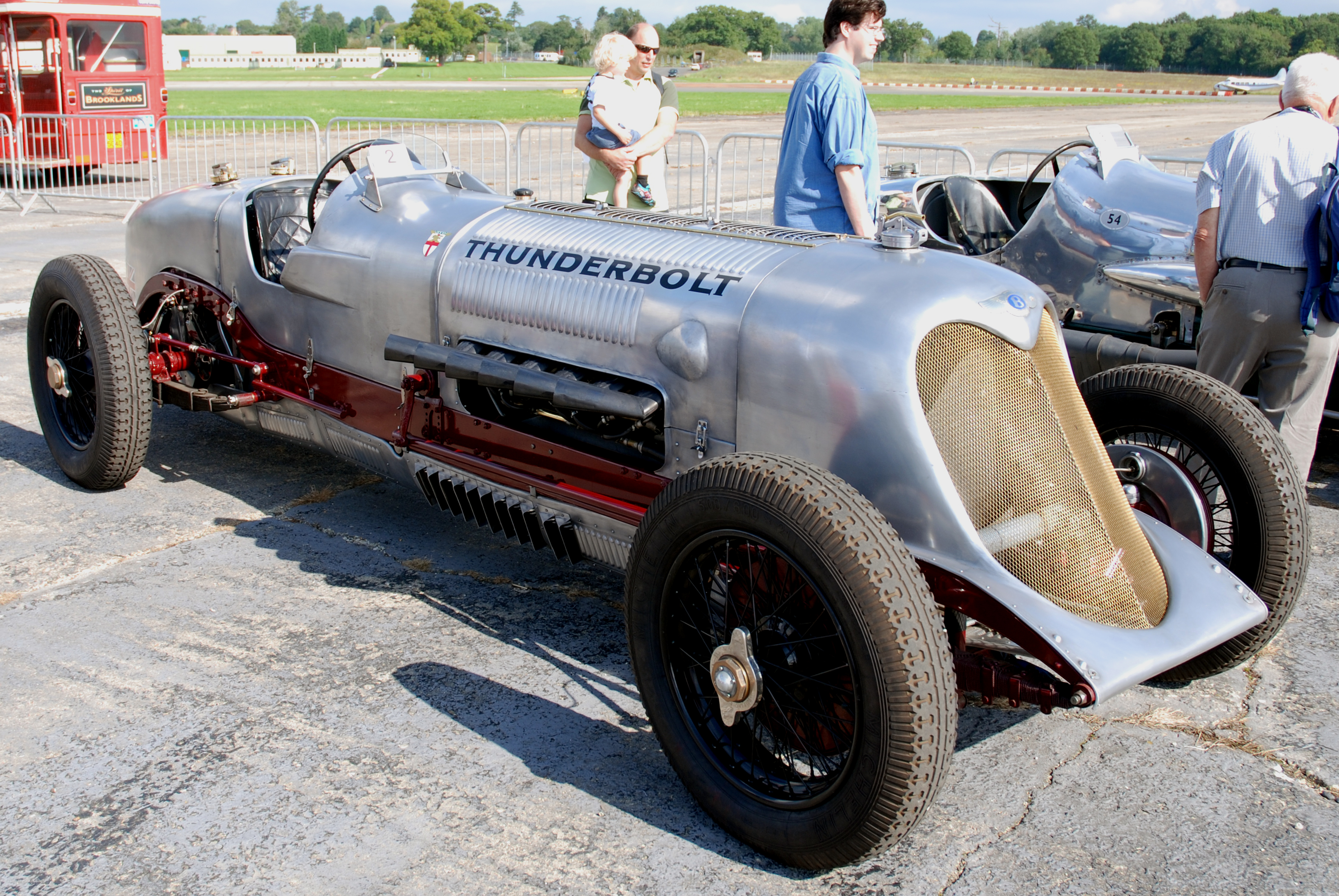
Bentley Thunderbolt V12 Rolls-Royce Merlin
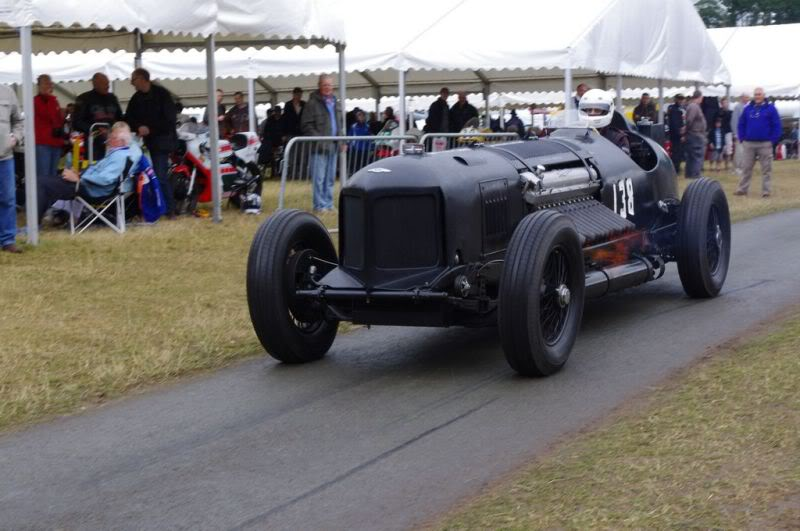
Packard-Bentley V12 (2010)

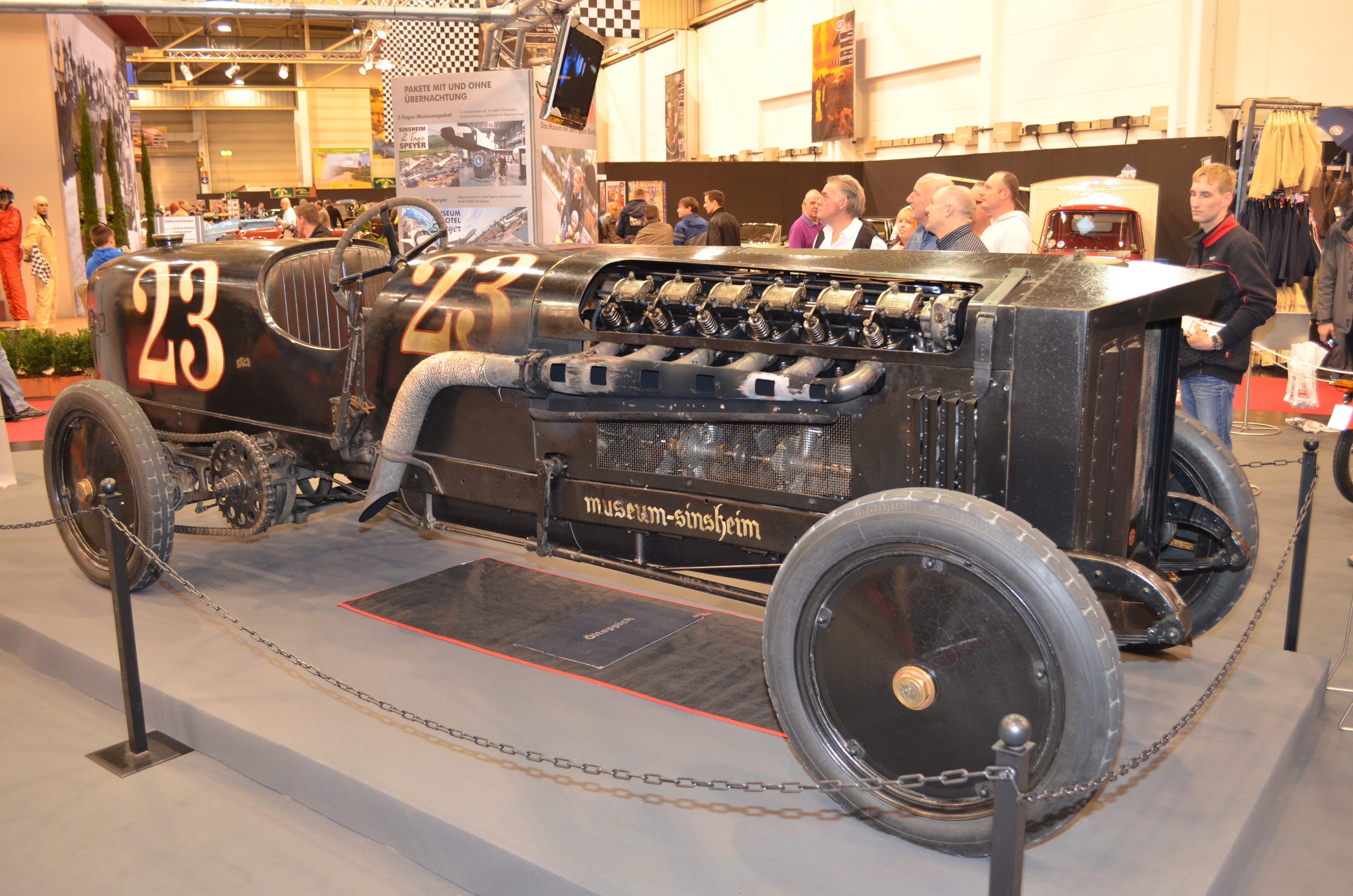
BMW Brutus V12 au Essen Motor Show 2013.

Les voitures à moteur d'avion ont également fait une apparition à la télévision britannique, dans le programme Top Gear du 4 mars 2012, lors du sixième épisode de la Saison 18, avec une BMW Brutus à moteur V12 BMW VI de 550 ch de bombardier Heinkel He 111, sur un châssis American LaFrance, une Rolls-Royce à moteur Meteor,. La BMW Brutus a été créée pendant plusieurs années dans un atelier du musée automobile et technologique de Sinsheim en Allemagne, qui l'expose depuis. Selon le musée, la Brutus peut produire 550 ch (373 kW) à 1 500 tr/min, tandis que son efficacité en carburant tourne autour d'un litre au kilomètre. Après avoir conduit la voiture, le présentateur de Top Gear, Jeremy Clarkson, a décrit l'expérience comme apparentée à « faire des mots croisés pendant qu'on est mangé par un tigre ». La Météor, qui est apparue au cours du même épisode, a le châssis d'une Rolls-Royce Phantom des années 1930 et un moteur Rolls-Royce Meteor (en) de la Seconde Guerre mondiale, de 27 L de cylindrée, produisant 850 ch (630 kW) lui permettant d'atteindre une vitesse de pointe de 260 km/h avec une consommation de carburant de près de 1,4 litre au kilomètre. En 2013, la Météor est vendue pour plus de 500 000 livres.